# 異世界食堂
『異世界食堂』（いせかいしょくどう）は、犬塚惇平による日本のライトノベル。2013年1月より小説投稿サイト『小説家になろう』で連載され、書籍版がヒーロー文庫（主婦の友社→イマジカインフォス）より2015年2月から刊行されている。書籍版はエナミカツミがイラストを担当している。。2019年3月時点でシリーズ累計部数は110万部を記録している。『異世界居酒屋「のぶ」』とともに、「異世界+グルメ」のジャンルにおける先駆けの作品となっている。
メディアミックスとして、『ヤングガンガン』（スクウェア・エニックス）にて2016年23号から九月タカアキ（作画）によるコミカライズ版が連載されている。2017年にはSILVER LINK.制作によるテレビアニメが放送され、2021年10月よりOLM制作によるテレビアニメ第2期が放送されている。

## あらすじ
とある街、オフィス街に近い商店街の一角にある洋食屋「洋食のねこや」は、平日は普通の食堂であるが、土曜日だけは扉が異世界につながる不思議な店だった。土曜日になると異世界の各所からさまざまな人々が食事を求めて来訪し、彼らからいつしか「異世界食堂」と呼ばれるようになった「ねこや」を舞台に、時には店員と客、時には客同士の群像劇を描く。

## 登場人物
声の項はテレビアニメ版の声優。

### 店員・関係者
店主
声 - 諏訪部順一
洋食屋「洋食のねこや」の店主。年齢は30代半ばで、独身の男。両親を交通事故で早くに亡くしており、祖父である先代店主を親代わりに育てられ、10年前に、先代店主から店を受け継いだ。店を継ぐ以前は、高校時代に中華料理屋で修行をしていたことがあり、中華の料理人を目指していた時期がある。そのため、洋食だけでなく和食と中華料理も作ることができ、大学生の頃は喫茶店でアルバイトをしていたため、パフェなどのデザートも作れる。
土曜日は長年一人で店を切り盛りしていて、作品中でも当初は調理と配膳を一人で行っていたが、来客数の増加や加齢による体力の低下の影響もあり、作品の途中から、アレッタらを給仕（ウェイトレス）として雇い入れている。面倒見と人柄がよく、従業員のアレッタらから慕われている。
異世界の言葉は、一切理解できないが、客やアレッタとの会話は扉に付けられた魔法の鈴（後述）によって翻訳されるため支障がない。
基本的に食べられない食材というものはなく、食べるのも好き、作るのも好き、作って食べてもらうのも好き、という人物。料理の腕は、自分で料理をし食べ歩きもしている早希に言わせると「客として来ていたら気に入り、たまに食べに来るくらいには美味しい」といったあたりで、平日に雇っている料理人を含め、店では一番の料理上手でもある。酒は下戸で、あまり詳しくないため、目利きに信頼を置いているマスターに相談して頼っている。
店主の名前は不明だが、春子からは「マコくん」と呼ばれている。容姿も、黒髪であることがわかる程度で、作品中では特に言及されていない。アニメ版では、店主の容姿はアニメ用として新たに設定が描き起こされている。
ほぼ全話に登場する登場人物だが、店主が主役の回はほとんどない。彼を「主人公」として見るべきかという点について、本作品の連載初期に著者は感想掲示板の中で、話が店主ではなく客からの視点で語られることが多いという旨の読者からの指摘に対して、「異世界食堂は、基本異世界人の視点で話が動くようにしています。主役は異世界人と言った感じです」と、自身の見解を述べている。アニメ化に際しての記事では、店主のことを主人公として作品を紹介しているメディアもあれば、客や料理を主人公として作品を紹介しているメディアもある。
実は祖母が異世界人であり、クォーターであるがその事を知らない。

アレッタ
声 - 上坂すみれ
本作のヒロインの一人。「ねこや」で給仕（ウェイトレス）をしている魔族の少女。
「ねこや」との出会いは、両親を亡くして出てきた王都で、たまたま見つけた食堂の扉に飛び込み、空腹で厨房にあった食べ物を食べて寝込んでしまっていたところを店主に見つかったというもので、今までの身の上話を聞いた店主が、「働き口を探している」というアレッタの言葉に反応したため、給仕として雇われることになる。以後、店主のことは「マスター」と呼んでいる。
読み書きが出来ないため、受けた注文は頭に入れており、金勘定はできないため、支払い時の対応は店主に任せている。最初の1年間で割った皿は5枚以下で、働きぶりは早くから店主を満足させている。
普段は王都の外れにある廃墟に住んでいたが、後にサラ（メンチカツ2世）の住居で住み込みの家政婦として雇われ（「ねこや」で面識があることが決め手になった）、平日はそちらで働いている。
髪の色は少し赤みがかった濃い金髪で、魔族の「人ならざる部分」として、耳の上のこめかみ部分に山羊のそれに似た黒い小さな角が左右一本ずつ生えている。容姿から、店主には高校生くらいに見えている。仕事着として支給されている制服は、猫のアップリケがついたエプロン付きの、普通のウェイトレス服だが、異世界の基準では、足が出すぎていてやや扇情的に見えるものなので、本人は少し恥ずかしいと思っている。
食前にはいつも、邪神への祈りを捧げるが、最後の「いただきます」以外の祈りの言葉が毎回微妙に異なる。
物心ついた頃から貧乏で、食べ物で苦労してきたため、食べ物を食べる時に夢中になってしまう癖がある。特別営業の日は3食まかないが出るため楽しみにしており、料理をいつも本当に美味しそうに食べる娘であるため、店主や早希にはそのことを快く思われている。
料理については、どれもおいしく食べるため、特に好物らしい好物として描写されているものがない。飲み物では、ココアを大好物にしており、何か好きな飲み物を頼める時はココアを選ぶようにしている。自身は料理はあまりできない。
亡くなった両親以外の家族として、傭兵になった兄や、結婚して家を出ていった姉がいる。
漫画版とアニメ版ではどちらも登場が前倒しされ、第1話から登場しており、原作よりも出番が増えている。

『黒』（クロ）

声 - 大西沙織
本作のヒロインの一人。異世界で神として敬われている『七色の覇王』（6柱の竜）の1柱で、数万年を生きてきている。本来は黒い竜の姿をしているが、「ねこや」を訪問する際はエルフの少女の姿に変身し、店内では黒いウェイトレス服をまとっている。
普段は月に住んでおり、月面に現れた食堂の扉に関心を持ったことで「ねこや」を訪れた。本来は食事をする必要のない存在だが、そこで食べた店主の新作チキンカレーに興味を持ち、「ねこや」でチキンカレーを食べ続けることにした。
初来店後の設定はWeb版と書籍版で異なり、Web版では給仕ではなく常連の一人（あだ名は「インドカレー」）として通っていて、食事代は『赤の女王』が負担している設定だが、書籍版で給仕（兼店主達の護衛）として働くことで自ら食費を稼ぐという設定に変更されている。そのため、書籍版では出番が大幅に増えた。また漫画版とアニメ版は書籍版の設定に準拠しており、後半から給仕として登場している。
通常は無力な者を即死させるほどの闇の力を無意識に振りまくため、「ねこや」に来る時はその力を最大限に抑えており、幾人かの例外を除いて、ほとんどの客は気配すら感じていない。
給仕としては、客の表層意識から次に注文しようとしている料理を読み取って、店主に伝え、配膳しており、大部分の客はクロの気配を察知できていないため、いつの間にか料理が届いていることになるが、客たちは気にせず食べている。言葉を発することや表情を動かすことは不得手としているため、そうした通常の接客面はアレッタに任せて配膳に徹している。
意思疎通の際は、クロの声は受け手には頭の中に直接響いてくるように聞こえている。
基本的にカレーしか食べていないが、書籍版では、まかないなどで他の料理も食べている。

山方 大樹（やまがた だいき）
声 - 井上和彦
「ねこや」の先代店主。大連市で洋食屋を営む夫婦の下に生まれたが、家出して太平洋戦争終戦まで上海市で洋食のシェフを務めていたという経歴を持つ。50年前に「ねこや」を開店し、妻の暦（ヨミ）と共に店を切り盛りしていたが、10年前に心臓発作で死去。
暦が今住んでいる世界と彼女の故郷である異世界とを行き来できる魔道具を入手した際、自分たちの食堂に扉を開いて異世界の人々を客として招くことを発案したのは彼である。
「ねこや」の店主をしていた頃は、客の様子を見て、頼まれてもいない（が客は欲している）料理を出したり、引退する常連にその後の人生の助けとなる料理を出したりするような、人情味をしばしば見せている。
酒は下戸で、酒の種類については疎く、マスターが来るまでは簡易的な酒しか出せなかった。また、デザート関係も、お汁粉を除いて、得意ではなかった。

ヨミ / 山方 暦（やまがた こよみ）
声 - 井上喜久子

先代店主の妻。元々は異世界における勇者の一人だったが、邪神との最後の戦いにおいて時空の狭間を通って太平洋戦争終戦直後の世界に飛ばされ、そこで大樹と知り合い、後に彼の妻となった。日本の役所では「西の大陸（役所は中国大陸だと誤認した）の生まれで、親は死んで天涯孤独の身」と申告して、書類上の問題を解消。「ヨミ」という異世界の名前は、日本ではあの世（黄泉）を連想させて不吉であるという大樹の意見に従って「暦」（こよみ）に改めた。
その後は大樹と共に、屋台から始めて、50年前に「ねこや」を開店してからも一緒に店を切り盛りし、30年前にたまたま異世界と日本をつなぐ魔道具（魔法の鈴）を骨董品として入手したことで、「ねこや」の扉に元いた異世界とつながる魔法をかけ、「異世界食堂」を始めた。10年前に大樹が亡くなったことを契機に孫（店主の兄）のところに移り住み、店の経営からも離れ、現在では特別営業の「ねこや」に顔を出すこともなくなっている。
異世界にいた頃は、自らを魔王たちを滅ぼすために作られた存在だと自認して、魔族を殺すことしか頭にないような人物だったが、異世界に飛ばされ、大樹と出会い、共に「ねこや」を切り盛りしている内に人間味のある人物へと変わっていった。
好物は大樹との思い出があるロースカツ定食（とんかつ定食）で、「ねこや」がある側の世界に来て最初に食べた食べ物でもある。大食らいでもあり、「ねこや」でロースカツ定食ライス大盛りを頼む常連はいないため、暦が来店した際、店主は注文から暦の来店を察することができた。
家事は、掃除や洗濯は得意だったが、料理については先代店主が作ったほうがおいしいからということで、ほとんどしなかった。
特別営業の日は、来店する時は表の扉から入るが、店を出る時に表から出ると故郷の異世界と繋がる可能性があり、夫と一緒に居た世界で死にたいと決意しているため、裏口から出るようにしている。

山方 早希（やまがた さき）
店主の姪（兄の娘）。料理人になって店を持つことが夢で、20歳になったのを機に、土曜日限定で「ねこや」のアルバイトを始め、調理の助手と給仕を兼任して働いている。
以前は曾祖母である暦と同居していたが、面接のため「ねこや」を実際に訪れるまでは、土曜日の特別営業のことを知らなかった。大学に入ってからは家族と離れて暮らしている。
同僚のアレッタとは打ち解けた関係となるが、調理に加えて計算ができ、会計も任されているので、どちらもできないアレッタにとってはコンプレックスを感じさせる存在でもある。
特別営業で訪れる客たちからは、西大陸の山国の人間を思わせる顔立ちをしていると思われている。
作品に登場するのは遅いものの、著者はアレッタが登場したのと同時期に「料理人を目指す姪」の存在を明らかにして、いずれ登場することを予告していた。
書籍版では第6巻に登場と遅かったため、web版での台詞や登場シーンも他のキャラクターに振り替えられていることがある。

店長
声 - 鈴村健一
ねこやビルの1階にあるケーキショップ「フライングパピー」の店長。菓子職人だった親から店を受け継いだ2代目。ねこや店主とは歳も同じで幼馴染として育ち、大学時代には一緒に喫茶店の厨房でアルバイトをしていたこともある。両親が忙しく、子供の頃から「ねこや」によく食事に来ていたため、土曜日の特別営業を自然と知る事となった。大学生の頃にバイク事故を起こして半身不随になりかけた時は、先代店主が客から入手した異世界の薬で奇跡的に回復することができた。
「ねこや」にはデザートを卸しており、毎回パウンドケーキを食べていくセレスティーヌを得意客としてサービスとしてお土産を店主を通して渡す事もあり、またシアに頼まれて毎週クッキーアソートの大缶を買うアレッタのことも得意客と考えていて、試作菓子の試食を頼むことがある。「ねこや」の従業員が商品を買う時は従業員向け割引価格で販売している。

マスター
ねこやビルの2階にあるバー「レオンハート」のマスター。生来の酒好きで、以前は東京の酒類メーカーに勤め、日本全国と世界各地を飛び回っていたが、20年以上前に肝臓を壊して酒を呑めなくなったことを機に、会社の早期希望退職に応じて退職し、地元に戻ってねこやビルで「レオンハート」を開店した。
ねこやビルで店を開くことにしたのは、「ねこや」の先代店主がつまみの出前を請け負ったことが決め手になった。
酒に詳しく、店主の相談に応じるほか、以前の伝手を使って色々な酒を調達してくる。土曜日の特別営業を知っている数少ない人物の一人。
酒を飲めなくなったためもあってか、春になると、夕食としてアサリの酒蒸しを「ねこや」に注文することにしている。
なお、マスターには愛読している漫画があるが、その漫画は『BARレモン・ハート』のことで、「レオンハート」という店名も同作の「レモン・ハート」に影響されて命名している。

春子（はるこ）
同じ商店街にある、中華料理専門店『笑龍』の主人の妻。ある事情から、店主のことを息子のように思っている。夏華という娘がいる（いた）。

木村 将太（きむら しょうた）
同じ商店街にあるパン屋「ベーカリーキムラ」の一人息子。高校1年生。店の跡を継ごうと修行に励んでおり、毎朝「ねこや」にパンを卸しにきている。
アレッタに淡い恋心を抱いており、毎週土曜に顔を合わせる事を楽しみにしている。アレッタのことは外国からの留学生だと思っていて、角も髪飾りだと思っている。

八代目
同じ商店街にある蕎麦屋「竹林庵」の店主。

### 常連客とその関係者
「ねこや」では、常連客は自らのお気に入りのメニューの名前で呼ばれるのが伝統になっている。
サラ・ゴールド（メンチカツ2世）
声 - 安野希世乃
トレジャーハンター。実家は王国の大商家だが冒険者を輩出する一族でもあり、3年前に家出同然でトレジャーハンターになった。
伝説のトレジャーハンターとして知られる曽祖父ウィリアム・ゴールド（メンチカツ）の日記を手がかりに「ねこや」を訪れ、以後常連となる。曽祖父と同じくメンチカツを好物とし、お土産にメンチカツサンドを買って帰り、時には「ねこや」で出来立てのメンチカツサンドを食べて楽しむこともある。普段はライスよりパン派。後に、留守がちな自宅の管理と家事を任せる人間を探していたところ、平日の仕事を探していたアレッタを偶然紹介されたため住み込みの家政婦として雇い、以後はアレッタが「ねこや」よりお土産として持ち帰るメンチカツサンドも楽しんでいる。妹のシアや他の女性の登場人物たちの多数とは異なり、菓子は「贅沢品」と考えていて、手を出さないようにしている。
後に、死亡していたと思っていた従兄のジュニア（後述）と再会した際に彼の冒険手帳を託され、それを翻訳した写本が人々の耳目を集めることとなる。
「ねこや」には月に1、2度の頻度で来店していて、仕事で旅をしている時も、他の旅人やハーフリングから近くの扉の場所を聞いて来店している。

シア・ゴールド
声 - 諸星すみれ
サラの5つ下の妹。姉とアレッタが秘密にしているため、異世界食堂の存在は知らないが、アレッタが「ねこや」からお土産として持ち帰った「フライングパピー」のクッキーアソートを気に入り、その後はアレッタに「フライングパピー」で一番大きいクッキー缶を毎週買ってきてもらっている。そのため、以降はサラの家でたびたびアレッタと会っている。一度、木の実の砂糖煮（イチゴジャム）をめぐって姉と軽いケンカをしたことがある。
「ウィリアムの呪い」（後述）とは無縁で、姉をはじめとした家族とは違い冒険者になろうという気は全くない。

ウィリアム・ゴールド（メンチカツ）
作品開始時点で故人。サラ、シア、ジュニアの曽祖父。数々の伝説を持つ生粋のトレジャーハンターとして知られ、ゴールド家の初代当主として、自らの発掘品を商品とした商売を裸一貫から興した。
廃坑で「ねこや」に通じる扉を見つけ、晩年は廃坑の町で過ごして毎週通っていたが、病に倒れ、5年前に死去した。※サラは病死ではなく「大往生だったらしい」と発言している。
メンチカツを愛し、どの揚げ物がよりうまいか、ヴィルヘイム（コロッケ）やアルトリウス（ロースカツ）とよく意見を戦わせていた。

ゴールド家（ゴールド商会）
一族のゴールド商会は、2代目当主のリチャードの頃まではそれほど豊かではなかったが、初代ウィリアムの残した遺産を元手にのし上がり、王国でも指折りの大商家となった。
初代ウィリアムの頃は、当主が自ら発見してきた品を商っていたが、現在は、他のトレジャーハンターが発見した品の仲介や鑑定、魔術の品の製造と販売といった商売を手広く行っている。
商売で成功してからも、一族には、冒険への憧れから、裕福な実家を飛び出して、危険を冒して冒険者となるものが幾人も現れては命を落としていて、初代の名から「ウィリアムの呪い」と呼ばれている。

ジュニア / ウィリアム・ゴールド

トレジャーハンター。曽祖父の初代ウィリアム・ゴールドと同じ名前を持ち、「ジュニア」と通称される人物。サラとシアの従兄にあたる。
10年前に遺跡調査の旅に出て行方不明となり、死んだものと思われていた。

ジュリアス・ゴールド

トレジャーハンター。死の都で命を落とした。

タツゴロウ（テリヤキ）
声 - 大塚芳忠
西大陸の山国出身の侍にして、東大陸でその武名を轟かせる伝説の傭兵。獅子のような気配を漂わせる巨躯の老人。その名は吟遊詩人が歌う歌の主役の定番として、広く知られている。
腰元に下げた鞘に納められた刀はかつて、知り合いのエルフにこの世ならざるものを斬れるよう魔力を込めてもらっており、そのため精霊や幽霊の類でも斬切することが可能となっている。
「ねこや」で食事する際は、ライス、味噌汁、漬物を先に食べ、テリヤキチキンを肴に清酒を飲むが、テリヤキがパンにも合うこと（テリヤキサンド）も知った。冒険者を始めたジャック、ケント、テリー（ハンバーガー）たちの危機に遭遇して助けた後には、彼らを「ねこや」に誘いその際には冷えた緑茶とともに、メニューをみていて目に付いたテリヤキバーガーを注文している。
テリヤキと清酒を定番の注文としているが、フライドチキンも無性に食べたくなることがあり、その際は炭酸の効いたジントニックとあわせて、骨つき、骨なしともに注文して楽しんでいる。
「ねこや」には、もっぱら夕方頃に来店し、店の奥まった場所にある、厨房に一番近い席を定席としているため、同じ席を定席としているアルトリウス（ロースカツ）とは自動的に相席となる。傭兵として東大陸中を渡り歩いているため、大陸各地に点在する扉の場所はおおよそ把握している。20年以上前からの常連ではあるが、旅暮らしであるため、毎週是が非でも通うというわけではなく、「ねこや」とはドヨウの日に扉の近くを通れば訪ねるという付き合い方をしており、巡り合わせが悪ければ何か月も来店しないことがある。
「ねこや」の店主に頼まれ、ハインリヒ（エビフライ）が「ねこや」に置いていった剣を渡すために、彼がいる辺境の砦へと赴き、「ねこや」へと誘ったことがある。
アニメでは、文庫版およびコミカライズ版とは姿が違い、着流しの侍風になっている。

アルトリウス（ロースカツ）

声 - 清川元夢
かつて邪神戦争で人間を勝利に導いた四英雄の一人で、大賢者。現在は王国一、ひいては人間種としては世界最高の魔術師として敬われている。今でも多くの弟子を持ち、ヴィクトリアもかつて師事していた。
「ねこや」のある世界と異世界とを結ぶ魔道具を手に入れた暦（ヨミ）が、最初に「ねこや」に招いた人物がアルトリウスで、常連の中では一番の古株。
空間転移の魔術を操ることができ、「ねこや」と異世界をつなぐ際に協力しているほか、食堂の扉を呼び寄せることのできる魔法陣を作成して自らの研究室に強制的に呼び出すことにも活用している。
「ねこや」では、ロースカツを肴に冷えた生ビールを飲むことを好む。ロースカツに最も合うのはソースとビールと考えており、アルフォンス（カレーライス）による「たまにはカツカレーにしたらどうか」という提案は断っている。何を頼むかはわかっているので、店主はアルトリウスが来店した際に注文を尋ねない
「ねこや」に来店する日は昼までに来ることがほとんどで、日が暮れてから来店することは珍しい。店の奥まった場所にある、厨房に一番近い席を定席としているため、同じ席を定席としているタツゴロウ（テリヤキ）とは自動的に相席となる。
アルトリウスは特別営業で訪れる客向けの通常メニューの説明文の執筆を任されており、読んだ客たちからは、字体は几帳面で整って読みやすく、語彙も豊富で、相当な教養を持った人物が書いたものに違いないと言われている。
タツゴロウ同様、アニメ版では文庫版およびコミカライズ版で姿が違う。

ハインリヒ・ゼーレマン（エビフライ）
声 - 杉田智和
公国の騎士。モスマン討伐の途中でたまたま扉を見つけたが、金を持っていなかった上に早足な性格なため、店主の説明も聞かないままドワーフの名剣を代金代わりに店主に渡し去っていった。再訪の方法がわからないまま過ごしていたが、その3年後に剣を渡しに砦にやってきたタツゴロウに連れられて、ようやく再訪が叶って、以後は常連となる。
港町出身であることもあり、故郷を思い出させるエビフライが大好物で、時にはエビカツサンドを持ち帰ることもある。「ねこや」には、勤務が終わった夕暮れ時に訪れることが多く、非番の日は昼から行くこともある。サラとはサンドイッチ事件を機に、少しだけ親しくなった。
Web版では季節限定のカキフライも大層気に入り、期間中はエビフライとカキフライを一皿ずつ注文するようになった。同じく、生魚は食べないよう故郷で教育されていたにもかかわらず、カルパッチョも気に入る。
なお、第2話の最後でタツゴロウ（テリヤキ）が「ねこや」に連れていこうかと考えている「見どころのある奴」とはハインリヒのことを指しており、剣を届けるついでに連れていこうとタツゴロウは考えていた。

ファルダニア
声 - 日笠陽子
旅のエルフで、料理研究家。エルフの集落であるシエナの森出身。年齢は初登場時点で121歳。種族の特性上、肉や魚、乳製品や卵などは受け付けないが、その条件下でも毎回新たなメニュー（豆腐ステーキ、焼きおにぎり等）を提供してくる店主に刺激され、自ら料理人として各地を旅し修行に励むようになり、後に、彼女が発案した、豆を主体とした数々の「エルフ料理」はあらゆる種族に絶賛され、後世の人々から伝説の料理人と謳われることとなる。
アリスと出会って以降は、足手まといになることを承知で、彼女を旅の同行者としている。帝国の港町で暮らすカミラと知り合ってからは、「ねこや」で使われている海産物に由来すると思われる食材について彼女に教えを請うようになる。
旅をしているため、「ねこや」に毎週来るほどの常連ではないが、旅の途中で時々立ち寄ることがあり、購入した焼きおにぎりに保存の魔術をかけて携行している。旅の途中でアルトリウスやヴィクトリアと同種の召喚魔法を完成させ、ねこやの扉を自由に呼び出せるようになる。
エルフの特性をいまいち理解できていない店主からは偏食家だと認識されており、時折立ち寄るだけの客にもかかわらず、よく覚えられている。 ちょっと甲高い声をしていて、外見は店主からすると女子高生くらいに見えている。

アリス
声 - 戸田めぐみ
ファルダニアに同行するエルフの少女。公国にある小さなハーフエルフの村の出身で、ハーフエルフ同士の両親から『取り替え子』として生まれてしまった純粋なエルフ。年齢はエルフとしては幼い30歳。外見は、身長はファルダニアよりも高く、灰色でぼさぼさの髪をしている。
両親からはかわいがられたものの、純粋なエルフは人間やハーフエルフに比べて成長が遅く、動物性のものも食べられないため、両親の病死後に持て余した他の家族によって村を追い出された。森に置き去りにされていたところで、ファルダニアと出会い、以後は彼女の同行者となる。
後に、伝説の料理人と共に旅をしながら料理の研究をした一番弟子と謳われることとなる。
「ねこや」では、初めて訪れた際にはライスバーガーを作ってもらう。その後に訪れた際にはバーベキューのトウモロコシが気に入った。

『赤の女王』（ビーフシチュー）

声 - 伊藤静
『七色の覇王』（6柱の竜）の1柱。10万年以上も生きている赤く巨大な竜で、異世界で五指に入る強大かつ膨大な魔力を持つ。「ねこや」を訪れる際は、縦に割れた黄金色の瞳孔を持つ赤い瞳と頭に2本の深紅の角を持った、美女の姿に変身する
居城としている山に数千年間の間に奪い集めてきた財宝の山を築いており、24年前にその財宝の山に扉が現れるようになり、以来、「ねこや」に毎週通っており、先代店主との約束で、原則として他の客が帰った後、最後に訪れることになっている。
店主によって寸胴鍋いっぱいに仕込まれたビーフシチューをまるごと持ち帰って味わうことを楽しみとし、その楽しみを維持するため、「ねこや」に対し密かに『財宝を守るための呪い』をかけており、「ねこや」や店主、アレッタに何かあれば、すぐに察知することができる。店に迷惑をかけようとする輩は腕ずくで追い払っていたが、これでは察知してから自らが訪れるまでの間は「ねこや」は無防備となってしまうため、後に、「ねこや」の料理を食べたいという点で利害が一致していた『黒』を（守護役を兼ねた）給仕として店主に雇わせた。
ビーフシチューの1皿の値段は銀貨1枚で、店主が寸胴に100皿分を仕込んでいるため、本来であれば、料金は金貨1枚が相当ということになる（詳細は#異世界を参照）が、過剰に払おうとする『赤の女王』と、余分に受け取る気はない先代店主との取り決めにより、金貨2枚で取り引きすることにしている。
神として敬われている存在であることもあり、他の客が帰った後に来店していることは噂として常連客の間では広く流布している。「ねこや」には『赤の女王』の気配が満ちており、彼女を神として信仰する信徒からは聖地として敬われているが、そのことを知った上で訪れている他の宗派の聖職者も少なくない。
他の生物とは次元が異なる存在であるためもあって、店主のことも含め、人の姿をした種族の各個体を実はあまりよく区別できていない。店主とアレッタのほうも、『赤の女王』を竜だとは思っておらず、怪力な魔族くらいに考えている。
なお、「ねこや」のビーフシチューを知るまでは、自分で丸焼きにした牛を好んで食べていた。

バルログ
声 - 加藤将之
『赤の女王』の眷属で、炎の悪魔。『赤の女王』の右腕にして執事として長年仕えている。

トマス・アルフェイド（ミートソース）
声 - 屋良有作
王都の大商会「アルフェイド商会」の元当主。当主だった頃に数々のパスタソースを作成して人気を博し、「商会の中興の祖」、「料理発明の天才」と称えられている。
商会で商っていた小麦麺は味付けが簡素であるため人気がなかったが、「ねこや」のパスタ料理の味を基にパスタソースをいくつも制作して美味しく味わえるようにすることで、小麦麺の地位を引き上げ、それまでどちらかと言えば小さな商会だったアルフェイド商会を、数十年で王都一の大商会にまで成長させた。
王国を代表する「騎士のソース」もトマスが「ねこや」で食べたベシャメルソース（ホワイトソース）を再現したものであり、20年前にこれを食した当時の王太子（現国王）が感動のあまりにソースに騎士の称号を与え、アルフェイド商会は王家との商談の足掛かりを得た。
商会の当主の座から引退するに際して、長男に商会を譲るとともに、商会で実績を挙げていた長女と次男には帝国と公国の都にそれぞれ作った支店を与え、相続争いの芽を摘むと同時に、本店と各支店との間にライバル意識を植え付け、競い合って発展するよう仕向けた。
「ねこや」には30年近く前から通っている。好物はミートソーススパゲティで、その再現を最終的な目標に定めていた。
自らの商会が食べ物を扱う商売をしている以上、自らも食べ物に真摯に向き合わなければいけないという信条を持っており、「ねこや」での料理も分析を交えて味わって食べている。
先代店主との約束により、4回に1回は客ではなく商人として「ねこや」の開店前に訪問して、「ねこや」の売上と異世界の食材や薬を取引している。今後の商会の発展を考え、孫のシリウスに扉の存在を教え、客としては引退した。

シリウス・アルフェイド（ナポリタン）

トマスの長男の息子。

リンダ・アルフェイド

トマスの長女の娘。

シリウス・アルフェイド（ナポリタン）
声 - 下野紘
トマスの孫で、アルフェイド商会の次期当主となる青年。トマスに連れられて行ったことで異世界食堂を知り、トマスが「客」としては引退したため、トマスが使っていた扉を4回に3回は自由に使えるようになった。
商会のさらなる拡大を目指す野心家で、「騎士のソース」に代わる商会の主力商材として、「マルメット」（異世界のトマト）を用いた商品の開発に意欲を燃やしている。
祖父同様、「ねこや」の料理を“盗む”ことで商会を大きくできることに気づいており、専属料理人のジョナサンを「ねこや」に連れていき、共にピザなどを食しながら再現する方法を模索している。
「ねこや」では、色々食べてみて一番の好物となったナポリタンを毎回頼むほか、研究のためにもう一品別の料理を注文することにしている。
商会の情報網を通じて、噂話を含む様々な情報に精通しており、「ねこや」の客層と照らし合わせて、噂の信憑性の分析を試みている描写が複数ある。

ジョナサン・ウィーンズバーグ（ピザ）
声 - 保住有哉
アルフェイド商会の専属料理人。父はアルフェイド商会で新商品開発に携わる料理人であるため、歳の近いシリウスとは幼馴染として育った。
シリウスに連れられ、異世界食堂を訪れる。料理を食べることで食材がわかる鋭い舌を持ち、シリウスと共に「ねこや」に通って、料理の味を再現する方法を模索している。
店内には角度的に厨房を覗ける席がひとつだけあり、空いていれば、その「特等席」に座る。

ガガンポ（オムライス）
声 - 保村真
リザードマンの部族『青き尻尾の一族』の若者。8歳。3年前の祭で、部族の「勇者」の座を手にした。部族を代表して「ねこや」に赴き、オムライスの大盛り2個を食べた後、必ずパーティー用のオムレツを3つ持ち帰っている。
一族と話す時は流暢に喋れるが、「ねこや」では、魔法により翻訳されるにもかかわらず、無口かつ片言になる。
アニメ版では、彼と『青き尻尾の一族』の生態の説明や料理の感想をほぼ全てナレーション（声 - 桑島法子）で処理するという演出が採られた。

ゲルパ
声 - バトリ勝悟
24年以上前に青き尻尾の一族の集落に扉が現れた当時の、一族最強の勇者。一族では「ねこや」に初めて来店し、料理を持ち帰った。
扉が現れた当初はワニ皮や乾燥肉などで代金を支払っていたが、先代店主との取り決めで貨幣で支払う事となり、以降、部族は行商と取引して貨幣を得ている。

アーデルハイド（チョコレートパフェ）
声 - 上田麗奈
帝国の現皇帝の第1皇女。初登場の時点で16歳。帝国一の美人と評されるほどの美貌を持つ。
4歳頃に亡き祖父である初代皇帝ヴィルヘイムに連れられ、異世界食堂に来たことがある。16歳の誕生日を迎える少し前に「貧民殺し」と呼ばれる肺の病にかかり、離宮で療養生活を始めたところ、寝室に扉が現れ、そこから常連となる。
昼食後しばらくしてから「ねこや」へ行き、パフェを食べるという付き合い方をしており、後に、食堂で知り合い友人となったシャリーフとラナー兄妹やヴィクトリアとの会話を楽しむようになる。離宮生活を始めてから2年ほどして病はほぼ完治したが、父の皇帝からの帰還命令がないためか、「ねこや」を離れたくないためか、その後も離宮での生活を続けている。
遠くない内に、砂の国のシャリーフに嫁ぐことになるであろうことは、東大陸の各国で中枢にある幾人かが予見している。
名前は曾祖母にあたる帝母アーデルハイドから取って付けられており、曾祖母に仕えていたことがあるハーフエルフのエルマーに言わせると、アーデルハイドは彼女の面影を残している。
長音をはっきりと発音する癖がある（チョコレートパフェ→チョコレイトパフェ、コーヒーゼリーパフェ→コオヒイゼリイパフェ、シュークリーム→シュウクリイム）。
アニメ版では2期11話でシャリーフからのプロポーズを受け入れめでたく結婚、異世界での結婚式を迎えた後日に「ねこや」でも結婚式を執り行った。

ハンナ
声 - 和久井優
離宮でアーデルハイドの身の回りの世話をする側仕えの女性。大地の神殿で数年間司祭の訓練を受けているため、アーデルハイドの病の発作を抑える癒しの術と、不死者払いの術を使える。下級貴族の出身であり、以前は帝都の宮殿で働いていたが、貧しい実家を養うためもあって、給金などの条件が良いアーデルハイドの側仕えの任を引き受けた。
仕え始めてから2年経ったある日、アーデルハイドが風邪をひき、代わりにブッシュドノエルの引き取りを頼まれ初めて「ねこや」の事を知り、そこでラナーとも知り合いになった。

ヴィルヘイム（コロッケ）
声 - 中博史
作品開始時点で故人。帝国の初代皇帝。旧帝国の傍流の末姫アーデルハイド（後の帝母アーデルハイド）の子で、幼児期に帝都が魔族に襲われて陥落した際、奇跡的に四英雄に救出され、母アーデルハイドとともに旧帝国の最後の生き残りとなる。諸侯からも見放されたが、その後、50年かけて、東大陸に覇を唱えるほどとなった現在の帝国を築いた。孫娘のアーデルハイドが生まれた年に、帝位を息子に譲って隠居した。
皇帝としては、多くの場合、「賢帝」として称えられているが、一方で、侵略を受ける側からは「偉大にして野蛮な皇帝」とみなされている。
青年の頃は、母親の面影を残した美しさを持ち、戦いにあっては軍団を率いて自らも戦場に赴いた。
若い頃から健啖家として知られ、「ねこや」ではコロッケを好物としていた。帝位に在位していた頃に、たまたま「ねこや」でジャガイモを手に入れる機会があり、自らの世界でも自分用にコロッケを作りたいと考え、その実を譲り受け、「ダンシャクの実」として普及させた。このことは、結果的に、彼の帝国と東大陸全体に大きな影響を与えることになる。
退位するにあたって、扉が現れる場所に「ヴィルヘイム離宮」と呼ばれる宮殿を建てさせ、晩年をそこで（自分の寝室に現れる扉から「ねこや」に通いつつ）過ごした。このことは、他の常連にも知られており、「扉のある場所に城を建てたのはコロッケくらいだ」と言われている。
コロッケを最も旨い揚げ物だと言って譲らず、メンチカツ（ウィリアム・ゴールド）とは、どちらがより美味かよく喧嘩をしていた。
アーデルハイドが（再）来店する10年以上前に死去しているため、現在の店主は、面識はあるものの、料理を提供したことがない。

現皇帝
声 - 中田譲治
帝国の第2代皇帝。アーデルハイドの父で、ヴィルヘイムの息子。
先帝ヴィルヘイムが度重なる出征でその治世において領土を拡張し続けたのに対して、即位してからの18年ほどの間で、現皇帝が行った出征は帝国唯一の港町となった都市を確保した時の1回のみで、以後は荒地に開拓村を作ってダンシャクの実を植える政策を続けているのみであることから、世評では穏健で覇気の足りない凡庸な君主とされている。

ピッケとパッケ
声 - 髙橋ミナミ （ピッケ）、高田憂希 （パッケ）
ハーフリングの夫婦。料理を得意としており、珍しい食材は使わず立ち寄った先で料理を売って旅をしている。
初登場時は東大陸にいて、王国のとある村の広場でパン屋の隣に屋台を構え、騎士のソースを使ったクリームシチューを販売していた。
ハーフリングは代々受け継いだスキルをもって日銭を稼ぎ、旅を続ける風習があるが、この夫妻は先祖代々料理に特化した流離料理人の血を引き継いでいて、騎士のソースも親から受け継いだものであった。
ねこやの扉の出現場所は、他のハーフリング同様種族内で情報を共有し、出現場所をまとめた地図で旅をしつつ滞在先で出現する扉を使用。そして1つの扉に付き1日1回限りなので、他の人が使用していないか確認の上で使用している。
後に西大陸に渡って、再登場している。

ソウエモンとドウシュン（お好み焼き）
声 - 小山剛志（ソウエモン）、平川大輔（ドウシュン）
山国の近衛侍ソウエモンと、海国の宮廷陰陽師ドウシュン。価値観（尊ぶ物）の違いから仲が悪く、お互い来店時間をずらせば負けだと考えており、毎回かち合うのを苦々しく思っているが、互いの話が有益なのでいつも同席している。
ソウエモンは、「ねこや」には5年ほど前から通っている。両名とも、「ねこや」のことはそれぞれの扉をハーフリングのネズミに教えられたことで知った。
ともにお好み焼きを好物としており、料理と組み合わせたパンは、両名とも焼きそばパンが好物。

セレスティーヌ・フレグラン（パウンドケーキ）
光の神の高司祭。禁欲ぶりと信仰心の高さから、通常であれば一握りの天才しかなれず、なれても40歳過ぎで認められるのが通例の高司祭の地位に20歳の若さで就いた。
その実績から尼僧院の院長を務めているが、先代院長ブリジットから「ねこや」の扉を受け継ぎ、禁欲ぶりには定評があったにもかかわらず、すっかりパウンドケーキ（毎回異なる味が提供される）の虜となってしまう。特にラムレーズンは「神の食べ物」と称するほど目がなく、ラムレーズンが入ったお菓子も優先して食す。後に弟子の尼僧たちを連れて食堂を訪れるようになり、ブランデーケーキ（「悪魔のケーキ」）を再現するために、弟子たちと共に飽くなき努力を重ね、結果、菓子作りに精通した光の神殿は、菓子職人たちからも信仰を集めることとなる。彼女自身も、後に、光の神殿の法皇となる。
強大な魔力と、広い慈悲の心を持ち、怪我をしたアルザスを店内でみかけた際は術を施して一瞬にして治癒させている。
「ねこや」では、パウンドケーキと季節もののアイスクリーム以外を頼むことがまずない。
落ち着いた風情の表の姿と、誘惑と戦う内心の声でキャラがやや違う。

カルロッタ
セレスティーヌの弟子の尼僧。セレスティーヌが院長となった後で尼僧院に招かれた一人。平民出身ながら、アンデッド討伐などで活躍した実績と長年の経験を持ち、院内ではセレスティーヌに次ぐ実力の持ち主とされ、セレスティーヌ自身も高司祭候補として特に目を掛けている。
ドワーフ並みの酒好きで、葡萄酒の中ではブランデーを特に好み、昼のお茶会でもブランデーが使われたベイクドチーズケーキを頼んでいる。
セレスティーヌ達が帰った後も「ねこや」に居残り、夕刻からの酒豪たちの呑み会に参加し、ギレムにはブランデーの生成に成功したら尼僧院に卸すよう頼んでいる。

アンナ
セレスティーヌの弟子の尼僧。セレスティーヌが院長となった後で尼僧院に招かれた一人。両親が人間であるにもかかわらずハーフエルフとして生まれてしまった「取り替え子」であり、生まれてすぐに僧院に引き渡され、そのため、教団の中の世界のことしか知らない。10代で正司祭の地位に就いてはいるものの、特に秀でた能力や知識は持たない。
セレスティーヌからはハーフエルフであることによる長命さを特に見込まれて招かれ、「ねこや」の存在を知ってからは、長命な事を活用して、メニューのデザートを片っ端から食べて記録をつけ、長きに渡って研究に尽力し、後の世の異世界での菓子技術に大きく貢献することとなる。
甘いだけの物よりも、甘さの中に酸味があるものを好むため、ヨーグルト系のデザートを好物としており、自身でも作ることを目標にしている。

ジュリアンヌ
セレスティーヌの弟子の尼僧。セレスティーヌが院長となった後で尼僧院に招かれた一人で、王国のやんごとなき血を受け継いでいる。
王都の贅沢も知り尽くしていたが、異世界の菓子の味に驚く。チョコレートの苦みを帯びた甘さを好んでおり、チョコレートの材料を手に入れられないか、アルフェイド商会に問い合わせたりしている。

ブリジット
光の神の高司祭。セレスティーヌの先代の尼僧院院長で、「ねこや」の元常連。酒好きかつ「ドワーフ殺し」の異名を持つほどの酒豪。
尼僧院の院長の座とともに扉をセレスティーヌに引き継ぐまでは、「ねこや」の常連で、先代店主の頃から通っており、アルトリウス、タツゴロウ、メイファンらを飲み仲間にしていた。
後のセレスティーヌらが昼下がりにデザートを食べに行っているのとは異なり、ブリジットは僧院の早い夕食も終わった日暮れ後に「ねこや」に通い、数々の酒と、締めのオニオングラタンスープを楽しんでいた。
吟醸を水でも飲むように空けていくところをアルベルトに目撃されている。

ロメロとジュリエッタ
声 - 八代拓 （ロメロ）、富田美憂 （ジュリエッタ）
吸血鬼（黒の眷属）の恋人たち。数百年生きてきた吸血鬼のロメロが、人間で領主の娘だったジュリエッタを吸血鬼とした。
領主たちに追い詰められて逃げ込んだ洞穴で、偶然に扉を発見したことで「ねこや」の客となった。
その後も、日没後に時々来店していて、ワインを飲んでいる描写がたびたびあり、他の酒好きの客たちを飲み仲間にしている。肉料理は、食べるのがメインならばビフテキ、酒をメインにするならローストビーフと考えていて、吸血鬼の特性から、料理を頼む時はガレオ（にんにく）抜きを注文している。バーベキューを食べているアレッタを見かけた時も、ワインに合うかどうかという基準で料理を見ている。
ロメロは数百年生きてきているため博識で、察しが良い。

ロロナ
声 - 沼倉愛美
黒の神の神官で、黒の眷属（吸血鬼）となったばかりの少女。南大陸の黒の神の都に住む。
眷属となったことで高まった知覚能力で、扉の魔力を察知して来店し、同席したロメロとジュリエッタに勧められて食べたローストビーフと赤ワインを気に入り、再度の来訪を決意する。

リリパットたち（ホットケーキ）
リリパットの村民たち、およそ100人。村民総出で「ねこや」を毎週訪れ、ホットケーキを食べる。
支払いのための銀貨は、森に住む魔女に木の実を売ることで入手している。

ユート（ポークジンジャー）
山国の新米狩人。狩猟犬のタロと共に、初めて猛獣「一角猪」を仕留めた日に扉を見つけ来店。金の持ち合わせがなかったため、仕留めたばかりの一角猪の肉を店主に渡し、それを使った料理を依頼する。
その時に店主に作ってもらったポークジンジャーを気に入り、その後もたびたび来店している。
マシラ
ユートの師に当たる中年の狩人。「ねこや」の常連でもあり、好物も弟子と同じポークジンジャー。マシラの師匠も「ねこや」の客だった。

アルフォンス・フリューゲル（カレーライス）
声 - 立木文彦
公国最強の海軍将軍と呼ばれていた歴戦の武人で、クラーケンを相討ちで仕留めた伝説で知られる。
35歳の時にクラーケン相手の海戦で船を沈められ、たまたま漂着した孤島では、島の主であったキマイラを討ち取り、その島で「ねこや」の扉を見つけ、カレーライスに魅了され、以後は食堂の常連となる。漂着から20年後に、島に偶然立ち寄った軍船により救助され、母国に戻る。しかし、「ねこや」のカレーが忘れられず、伝手を頼って3ヶ月かけて扉を探し出した。後に、店主がチキンカレーを試作した際は、その試食を頼まれている。
金貨で先払いをしているため、食後に会計はしない。島に漂着した際も所持金は充分持っており、使わなかった金貨と銀貨は、島にある扉の情報を将来の漂着者に伝える手紙とともに、島に残して立ち去っており、後に、イリスとアーリウスによって活用されることとなる。
武芸においては、現在でも東大陸で屈指の実力者。漂流生活を送っている間に家督や将軍職は後進に移って、自らは表舞台から引退しているが、公国に戻ってからも鍛錬は怠っておらず、公国の最強の現役騎士と戦っても圧倒するほどの力を現在も持っている。
Web版におけるフルネームは「アルフォンス・クロムウェル」で、書籍版では姓が変更されている。

エルマー
帝国の元将軍で、種族はハーフエルフ。現役時代は帝国の『楯』と称された歴戦の将帥で、その堅実な用兵と鍛え抜かれた槍術から、帝国の武の象徴としてその名は現在も語り継がれている。帝母アーデルハイドの屋敷の門番をしていたことがあり、その縁もあって初代皇帝ヴィルヘイムに重用された。
武芸においては、ハーフエルフの長命さを槍術の鍛錬に活用して修行を重ね、アルフォンスに伍するほどの腕前を持つ。現在でも実力は健在だが、50年を超えて将軍職を務めることはできないと定めた帝国の法律により軍歴を退いた。
引退後は諸国を旅して回っており、公国を訪れた際にアルフォンスに誘われて「ねこや」を知った。ヴィルヘイムも生前、エルマーをいつか「ねこや」に連れていこうと考えていた節があり、「ねこや」のコロッケを食べたことでかつての主君が漏らしていた言葉の意味を悟ることとなる。

ヴィクトリア・サマナーク（プリンアラモード）
声 - 田村ゆかり
「公国の魔女姫」の異名を持つハーフエルフ。公国の第1王女であったが、両親とも人間であるにも関わらずハーフエルフとして生まれてしまったため（詳細は#取り替え子を参照）、魔術師の道を目指した。魔術において天賦の才があり、26歳の時に王国に渡ってアルトリウスに弟子入りし、8年間の修行の末に魔術の奥義を極める。その後、公国に戻り、王城の外れの塔に研究室を構えて魔術の研究を続けている。ハーフエルフであるため、36歳となった現在でも容姿は10代半ばの状態を保っているが、異世界の種族についてよく知らない店主には、何年も前から顔が変わらない童顔の持ち主と思われている。漫画版2巻までは青色系の瞳、髪、服、褐色の肌だったが3巻ではアニメ版に準じた色になっている。
「ねこや」のことは8年前に師匠のアルトリウスに連れられていったことで存在を知り、その後はほぼ毎週来店している。
初来店の際にはデザートメニューの説明文の執筆を担当し、「ねこや」のデザートを全種類食べていて、その後もデザートが追加される都度、メニュー作成のため試食している。そのため、他の客にデザートに関するアドバイスをする事もある。
妖精の女王に匹敵するほどの高い魔力を持ち、作品中でも魔力の高さを強調されることが多い登場人物の一人。アルトリウスが復活させた転移魔術を操ることができる魔術師の一人で、師と同様、食堂の扉を呼び寄せる魔法陣を自分の研究室に置いている。
全てのデザートを食べた上で、プリンアラモードを最大の好物としている。帰宅後も自室にプリンを保存していつでも食べられるように、魔術をほどこした宝石箱型の冷蔵庫を開発し、手土産として必ず持ち帰っている4つのカスタードプリンをその冷蔵庫に収め、2日に1回食べられるようにしている。このプリンはこっそり訪れた双子の甥と姪に魔法が使えるようになる薬だと思われて食べられてしまったことがある。
プリンとカラメルソースの組み合わせを至高と考えており、カラメルソースがかかっていないプリンは認めない。

アルフレッドとマルガレーテ（お子様ランチ）
声 - 森日菜子→海田朱音（アルフレッド）、星谷美緒（マルガレーテ）
ヴィクトリアの甥と姪で双子の子供たち。現公王（声 - 川原慶久）の子で、現在の公国の第1王子と第1王女。彼らの母親（声 - 桜木可奈子）がヴィクトリアを毛嫌いしているため、子供たちに離れの塔に近づかないように言い聞かせていたので、王城の「魔女の住処」に住む魔女の正体がヴィクトリアであることを知らなかった。
ヴィクトリアに連れられて、「ねこや」に行き、お子様ランチを大いに気に入る。
今は幼いが、寿命の違いから、いずれヴィクトリアより先に老いて死ぬことが明らかであるため、ヴィクトリアにとっては切なさを感じさせる存在でもある。

ジャック、ケント、テリー（ハンバーガー）
声 - 吉永拓斗（ジャック）、山本颯侍（ケント）、土田玲央（テリー）
とある小さな国の田舎に住む仲良しの悪ガキ3人組。やんちゃ坊主でリーダー格のジャック、魔術師の息子のケント、1歳年長で、剣技の心得があるテリー。
村の井戸に現れた扉を通って「ねこや」に通い、ハンバーガーとフライドポテト、コーラのセットを最も好物としている。
全員が15歳になったら村を出ることを決意しており、後に3人で故郷を旅立ち、駆け出し冒険者をしている。

シャリーフ（コーヒーフロート）
声 - 田丸篤志
砂の国の王子。初登場の時点で、成人してから5年ほど経つ青年。
成人した頃に、夜の散歩で偶然「ねこや」の扉を見つけた。扉が現れた場所が砂漠だったこともあり、発見した当初は月に一度あるかないかのペースで夜に通っていたが、気まぐれに昼に来店した際にアーデルハイドに一目ぼれしてからは毎週昼間に通うようになった。
奥手な性格であるため直接アプローチすることはせず、アーデルハイドに求婚するため、まずは砂の国と帝国との繋ぎを作ろうとしており、結果として砂の国と帝国との交易が着々と進行していっていることが、作品中の描写からうかがえる。
コーヒーフロートを好物としているが、炭酸飲料が苦手なので、クリームソーダなどは注文しない。退店時はアイスクリームをお土産として持ち帰っている。
砂の国の伝統飲料「カッファ」（ホットコーヒー）の新しい飲み方として、魔術を使って冷やした「冷やしカッファ」（アイスコーヒー）を普及させた。
アニメ版では2期11話においてアーデルハイドにプロポーズし、念願の結婚を成就させる。そして異世界での結婚式を終えた後、2人の出逢いを導いてくれた「ねこや」への感謝を込めて「ねこや」でも結婚式を執り行う事となる。

ラナー（クリームソーダ）
声 - 下地紫野
シャリーフの異母妹。現国王と、側室である宮廷魔術師との間に生まれた子供。兄に対しては男っぽい言葉で歯に衣着せぬ言い方で接する。
奥手なシャリーフの恋の成就を願って世話を焼き、ラナーを介して兄妹はアーデルハイドと同席するようになり、後に、ヴィクトリアも交えた4人で昼下がりのお喋りを楽しむようになる。
兄とは異なり、カッファ（コーヒー）は苦手で炭酸飲料を好むため、「ねこや」でフロートを頼む際は飲み物を何にするかを悩む。飲み物とアイスの組み合わせは、メロンソーダとソフトクリームの組み合わせにすることが多い。

ギレムとガルド
声 - 稲田徹（ギレム）、志村知幸（ガルド）
ドワーフのコンビで、どちらも酒好きかつ酒豪。酒職人のギレムは、「ねこや」で飲んだウイスキーを気に入り、ウイスキーの再現を試みて「新しい火酒」を作った。ガラス職人のガルドも、「ねこや」に出会うまでは凝った装飾の杯を作っていたが、装飾のないシンプルなビールジョッキやグラスの方が酒を美しく見せると考え、余計な装飾を排しかつ透明度の高い杯と、酒の種類ごとに見合ったボトルの研究をするようになる。年齢は不明だが、店主は「ちっこいじいさんたち」として覚えている。
山奥に住むため海産物を口にする習慣はなかったが、「ねこや」で気に入り、シーフードフライをはじめとする海の幸をつまみにして、酒を飲むことを常としており、「ねこや」が酒飲みに勧めることもあって、カキフライやアサリの酒蒸しといった、季節限定の料理も楽しんでいる。ビールや清酒も飲み、つまみとの相性も考えるが、両名ともウイスキーこそ最高の酒だと考えている。
扉が現れる山岳部には、当初は大工仕事は不得手なギレムが作ったボロ小屋が建っていたが、後から知ったガルドが立派な休憩所として建て直し、扉の出現する部屋は頑丈な鋼鉄製の扉で施錠している。登山が必要になるため、冬場は山が雪で閉ざされて利用できないという不便さがあるほか、鋼鉄扉の施錠を忘れてしまい休憩所を利用したヨハン（下記）に先に使われてしまったこともある。

ヨハン
商人の青年。ギレムが作った新しい火酒（ウイスキー）飲みたさに、長旅をしてドワーフの街へ赴くほどの酒好き。
旅の途中で山の休憩所に立ち寄った時に、ギレムらが施錠し忘れていた部屋の中で「ねこや」の扉を発見し来店。ウイスキーを大いに楽しんで満足して帰った所で、扉を先に使用されて来店できなくなって激怒したギレムとガルドに出くわすが、お土産として購入したウイスキーボトルを渡して事無きを得る。翌週までの7日間はドワーフの街に滞在して、当初の目論見通りギレムの火酒も仕入れることができ、新たに入手した「ねこや」のウイスキーボトルは贈答用として役立て、商売を広げることに成功する。その後、ドワーフの街を訪れる時にはギレムとガルドと連れ立って「ねこや」に赴き共に酒を楽しむ仲になる。

ヒルダ（チーズケーキ）
声 - 東山奈央
「夜駆け」の異名を持つ魔族の女傭兵で、帝国を拠点にして活動している。わずかな星明りでも昼間と同様の視界を得ることができる猫の目と、常人では拾えぬような音も正確に聞き分ける猫の耳を持ち、自身の目と耳と直感に絶対の信頼を置き、それらとクロスボウを武器にそれなりに名の知れた傭兵となり、難易度の高い仕事を請け負っている。
ゴブリン退治の次いでに偶然に扉を見つけたことから「ねこや」に通っていたが、「ねこや」に通うために不自然な仕事の受け方をしていたために、セシリアとラニージャに秘密がばれ、以後は3人で通うようになる。
好物のチーズの味のするデザートの中から直感で選んだスフレチーズケーキがお気に入り。

セシリア / アリシア
声 - 國立幸
「雌熊」の異名を持つ魔族の女傭兵。熊の前腕と膂力を持ち、戦斧を得物とする。魔族らしく闘争心旺盛な性格をしており、粗野な口調の帝国語で話す。
ヒルダとともに来店した「ねこや」でベイクドチーズケーキを気に入り、後にどのチーズケーキが一番うまいかをめぐって他の2人と喧嘩をするようになる。

ラニージャ
声 - 名塚佳織
「毒蛇」の異名を持つ魔族の女傭兵。少量で魔獣も殺せるほどの強力な毒を生む蛇の牙と、天井に張り付けるヤモリの指を持っており、暗殺を得手とする。西大陸風の怪しげな魅力を発する褐色の肌をした美女で、西大陸訛りの女言葉で丁寧に話す。
ヒルダとともに来店した「ねこや」でレアチーズケーキを気に入り、後にどのチーズケーキが一番うまいかをめぐって他の2人と喧嘩をするようになる。

クリスティアン（納豆スパ）
声 - 小西克幸
エルフの国、「森都」で結界の管理を担当しているエルフの美食家。現在の年齢は400歳に満たないほどだが、過去に100年ほど世界を旅をしていたことがある。
10年ほど前に「ねこや」で納豆スパ（納豆スパゲッティ）を食べて以来、エルフ豆の発酵を研究している。ファルダニアの父エドモンド（声 - 千葉進歩）とは友人同士で、彼の手紙からファルダニアも「ねこや」を訪れたことを悟り、彼女に納豆スパを勧める。
「ねこや」で納豆スパを注文するのは彼くらいしかおらず、卵抜きで注文している。
年始の特別営業では、それまでは磯辺焼きを食べていたが、納豆ライスを編み出したファルダニアに影響され、翌年の年始は納豆餅を食べるようになった。

フェイリー（カルビ丼）
海国の王女。14歳。母親は王国の王族出身で、自身は異国の血が混じった『傾国』と称される独特の美貌を持つ。
宮殿の中庭の花園にある扉を使って「ねこや」を訪れているが、普段は宮廷陰陽師のドウシュン（お好み焼き）がかけている道惑いの呪いによって近づくことができないため、ドウシュンが土曜日に宮殿を離れている時しか「ねこや」を訪れることができない。ドウシュンに隠れて使っているつもりだが、彼も自分が不在の時に彼女が扉を使っていることは知っていて、たまには息抜きも必要ということで黙認している。
「ねこや」には2年前から通っており、カルビ丼を一気にかきこんだ後、ソフトクリームで締めるのが定番で、注文時に「いつものもの」と言えばカルビ丼とアイスクリームが提供される。
なお、宮殿における普段の食事は長時間の煮込みや焼きで肉や魚の肉汁や脂身がそぎ落とされているため、物足りないと感じている。

エレンとヘルマン
東大陸北方の小さな国の辺境に住む、30代の木こりの夫婦。妻のエレン、夫のヘルマン、息子のカイと娘のボナの4人家族。
10年以上前にヘルマンが扉を偶然見つけ、二人は結婚前から「ねこや」に通っており、ヘルマンはプロポーズも「ねこや」でしようと試みている。夫婦の間には5人の子が生まれたが、残ったのはカイとボナだけだった。
現在は、扉のところに納屋を建て、一家はその横の丸太小屋で暮らしており、「ねこや」には家族一緒に訪れる。貧乏であるため4週間に1回しか来られず、食事も慎ましく済ませているものの、子供の成長を祝う際には宴を開いたり、毎年のバーベキューの日は開催日を見極めて逃さず来店するなど、ことあるごとに足を運んでいる。
読み書きが出来ないので、普段はいつも日替わり定食を頼んでおり、店主もそのことを知っているため、メニューを渡さない。夫婦とも勘定ができないため、会計も店主に財布を渡して任せているが、金勘定をごまかすことのない店主のことを信用している。

クラウゼ
東大陸の北方に位置する辺境の国の第3王子で、高慢な少年。
王位継承を巡る兄たちの争いに巻き込まれぬように辺境に逃れ、たまたまエレンとヘルマンの一家に迷い込んでしまい、「ねこや」を知る。「ねこや」で美味しい料理を食べさせてくれた一家に感謝し、その時に斧の買い換えの話を聞いていたため、後にお礼として新品の斧を贈答した。

タツジとオトラ（ローストチキン）
西大陸に住む人食いの鬼の夫婦。鬼らしく、夫婦ともに肉と酒が大好物。妻のオトラは料理上手で濁り酒を仕込むのもうまい。
『食材』として捕らえたハーフリングのネズミの命乞いで「ねこや」に案内され来店。討伐者を何度も退けた歴戦の鬼ではあるが、「ねこや」の他の常連客には敵わないことと、何より騒ぎを起こせば二度と店に入れなくなることから店内では大人しくしている。
「ねこや」で飲める数々の酒の中でも、焼酎こそ酒の華だと考えている。以前は街道の近くの山小屋を住処にして、旅人を襲っていたが、「ねこや」を知ってからはその住処を引き払い、山奥の泉のほとりの庵に移り住んだ。
最初に来た時に食べたローストチキンを気に入っているほか、『赤の女王』の話を聞いて、時々おでんを鍋一杯に作ってもらって家で食したりもしている。後に子供を授かった。

ネズミ
「ねこや」常連のハーフリング。自称吟遊詩人で、鼠を思わせる貧相な姿をしている。口先だけで数十年生き延びてきたと自負している。
過去に食い逃げを起こしたため、店主に許してもらった現在でも扉に拒絶され1人では来店ができなくなっている。そのため、「ねこや」を訪れる際は扉を開けてもらうための同行者を必要としている。
名前が初めて出るのはタツジとオトラ（ローストチキン）の回だが、それ以前の回でも、ソウエモン（お好み焼き）とフェイリー（カルビ丼）に近くにある扉の場所を教えた（扉を開けさせた）のもネズミで、ドウシュン（お好み焼き）にも扉の場所を教えている。

ティアナ・シルバリオ16世（クレープ）
声 - 青山吉能
東大陸でも屈指の魔術王国として知られる「花の国」の女王。フェアリー。
半年前に突如現れた扉を通って異世界食堂を訪れ、クレープを知る。初来店の際にヴィクトリアから助言を受け、その親切に報いるため、花の国の秘宝である「花の種」の一粒を彼女に渡した。ヴィクトリアからしてみれば、親切への対価としてはあまりに過大だったため、フェアリーたちが「ねこや」で食べた分の代金は以後すべてヴィクトリアが支払うという申し出を受け盟約を結んだ。
2回目以降は国民から抽選で選ばれた200名とともに異世界食堂を訪れているが、「扉対策会議」と称したメニュー選定会議では重臣たちといつも揉めている。

シルヴィア・シルバリオ13世
故人。花の国の先代の女王で、ティアナの母。邪神戦争の際、花の国に侵攻した人間と魔族の軍隊をどちらも撃退した。2年前に病没し、ティアナがその跡を継いだ。

ティエリア
ティアナの妹で、花の国を離れて旅する冒険者。

パウロ
緑の神に仕える神官。種族はリリパットながら、大神官にまで至り、その身を巨大な竜と化すことができる。
妻と神官の一団を率いて布教のために東大陸にやってきたものの、人々の信心のなさに失望している。吸血鬼と戦っていたティエリアを偶然助けたことで、花の国を訪れる機会を得た。
ティアナからは妹を助けた恩人として歓待され、「ねこや」で宴を催してもらった。そして布教活動の拠点として、花の国の居住の許可を得た。

テッド
ハーフリングの冒険者。
7日前の予約が必要であるため、旅を続けるハーフリングには注文が難しいオードブルを、扉と扉の間の旅程がちょうど7日となる「オードブル街道」を旅することで食した。
その後、王国を訪れた際は、ウルリックとソウジュンを「ねこや」に連れていっている。
一行のためにオードブルを買ってきたりはしているが、「ねこや」の存在は他の仲間には秘密にしている。

アルバート
テッドらの冒険者一行のリーダーで、人間。騎士の家出身で、貴族の3男坊。
甘いものに目がない。

ガリウス
テッドらと共に旅をするドワーフの戦士。

ザック
テッドらと共に旅をする魔族の格闘家。赤みがかったトカゲの鱗で全身を覆われている。

リディア
テッドらと共に旅をするハーフエルフ。魔術師と剣士を兼ねる。森都出身で、両親はエルフだが、「取り替え子」でハーフエルフとして生まれた。
純粋なエルフ同様、肉や魚は食べない。

サシャ
テッドらと共に旅をする巫女。水の神に仕え、銀の聖印を携えている。海国の漁村出身で、濃いまっすぐな黒髪をしている。普段は丁寧な口調だが、我を忘れると漁村の頃の荒い口調に戻る。

イリスとアーリウス（カルパッチョ）
声 - 東山奈央（イリス）、朝井彩加（アーリウス）
セイレーンの少女のイリスと、同じく少年のアーリウス。同じ日に卵から孵った縁で仲良くしている二人で、イリスが引っ張ってアーリウスがついていく関係。
セイレーンの間では「キマイラ殺しの島」として知られていた、かつてアルフォンス（カレーライス）が住んでいた島に巣を作るべく訪れ、アルフォンスが手紙で残していた扉の情報と金貨銀貨を発見した。アルフォンスの手紙をもとに「ねこや」を訪れ、マグロのカルパッチョを気に入ったことで、島に定住することを決める。
ねこや店内にはピアノも設置されているため、初めて訪れた際に歌を歌いだしてしまったが、セイレーンの特質上、歌を歌うと店主やアレッタら一部の者は歌に反応し幻惑されてしまったため、クロから店内で歌うことを禁止される。
その後も、「ねこや」でたびたびカルパッチョを食べている。

トウイチロウ（ホットドッグ）
西大陸の山国の武士。巫女のアヤとともに、少年の頃に「ねこや」の常連だった。「ねこや」に通ったことで外の世界に憧れを抱き、東大陸に渡る武者修行の旅に出て、5年後に故郷に帰ってきた。

アントニオ（スイートポテトタルト）
金の神に仕える神官で、竜に変身する力を持つ。鍛錬を重ねており、いかにも男らしい体つきをしている。
故郷で栽培されているクマーラ（サツマイモ）は、水気が少なくボソボソするため苦手だが、「ねこや」で提供されるスイートポテトタルトを6年前から好物としていて、毎年時期になると必ず食べに来ている。
使用している扉は人間には登るのがまず不可能な断崖絶壁の頂上近くにあるため、竜の翼を使って飛翔して通っている。南大陸の住人であるため、通い始めた当初は、「ねこや」の他の客たちの素性を理解できていなかったが、ある青年から北の大陸の存在を教えられてその正体に得心するようになった。

グスターボ
アントニオの息子で、父と同様、金の神の神官。神官として相応に鍛えてはいるものの、まだ翼を得たばかりで、飛ぶのは不得手な青年。見た目は父にそっくり。
父に連れられて「ねこや」を訪れ、スイートポテトタルトを食し虜になる。
堅物な父と違いちゃっかりした一面もあり、気になっている女性のためにお土産の菓子を買って行くが、結果としてその女性の気を引くために断崖絶壁を毎週飛翔して「ねこや」に通うこととなる。

アリサとメイメイ（キノコスパ）
東大陸の名もなき小さな村の外れの森で薬師を営むアリサと、海国出身で西大陸で羊飼いをしているメイメイの二人の少女。
アリサは3年ほど前に「ねこや」の扉が彼女の薬草園に出現したことから、特別営業に通うようになった。メイメイが通い始めるようになった経緯は不明。毎週二人は同じ時間に、異なる扉から来店し同席する。アリサは和風キノコスパを、メイメイはクリームキノコスパをだいたいいつも注文して、半分食べたところで互いの皿を交換して両方の味を楽しんでいる。食後は翌週の再会を約して、それぞれの住む国へと帰っていく。

アイーシャ（シーフードピラフ）
砂の国の大使の娘で、漆黒の髪と瞳、茶色の肌をした美しい少女。砂の国の中でも、海辺の港町出身で、海の幸に慣れ親しんで育った。
父親が大使として赴任したことで始まった帝都での生活を厭うていたところ、帝国出身の執事アルフレッドによって「ねこや」に連れていかれ、シーフードピラフを食す。
その後、何度も行くようになり、帝都に来て1年が過ぎた頃に、リンダ・アルフェイドと知り合い、彼女も「ねこや」に連れていき、彼女が抱えていた課題に示唆を与える。

リンダ・アルフェイド
トマス・アルフェイドの孫娘で、アルフェイド商会帝国支店の次期当主となる少女。母親は支店の現当主で、トマスの長女にあたる。
母親の命令により、東大陸の主要な都市を数年かけて巡ったことがあり、そこで得た見聞を持つ。

ライオネル（カツ丼）
声 - 檜山修之
魔族の剣闘士。生まれた時代が違えば「魔王」の一角になれたと言われるほどに邪神の加護を厚く受けており、獅子の頭と人型の屈強な肉体を持ち、怪力と速さを誇る、生まれながらの戦士。
生まれ持った強大な力でかつて一大勢力を築いていたが、帝国の領内で悪逆非道を働いていたことから討伐対象となり、20年ほど前に、四英雄の剣神アレクサンデルに敗れて売られ、魔都の魔王アルティーナの娘ラスティーナに買われて剣闘奴隷となる。
アレクサンデルに完敗したことを引きずり、剣闘士としての初試合を前に意気消沈していたところ、闘技場の個室内に扉が現れたことで「ねこや」を訪れ、先代店主が願掛けして振る舞ったカツ丼（勝つ丼）を食べて再起する。
以後は闘いの前に必ずカツ丼を食べ、奴隷身請け金の金貨1万枚をわずか1年で稼ぎ自由の身になった後も、カツ丼を食べたいがために剣闘士を続け、20年以上も最強の座を守り、「獅子王」の伝説を作ることとなる。
普段は情に厚くさっぱりした気風の人物で、はじめて訪れた時に同席だったアルフォンス（カレーライス）と仲良くなり、時にはライス系の料理を巡って他の常連たちと意見を戦わせている。

ジゼル（モンブラン）
故人。王国の通称「マローネの街」の領主家に仕えたメイド頭。
生前は「ねこや」に毎週通ってフライングパピーのモンブランを持ち帰って領主に渡していたが、扉の秘密を抱えたまま急死してしまったことで、モンブランを有力者ら特別な客人たちに振る舞っていた領主一家を困らせることとなる。

トーマス
声 - 木村良平
『探し屋トーマス』の異名をもつ王国出身の元トレジャーハンターで、目を悪くしてから引退し、現在は、宝探しの知識と培った勘を活かして調査専門の冒険者をしている。
モンブランを入手できなくなり困っていた領主家の女主人エレアノール（声 - 恒松あゆみ）に依頼され、モンブランの出所を探すこととなる。

ルシア（スコッチエッグ）
声 - 久川綾
赤の神に仕える神官。種族はラミアで、女性の上半身と、巨大な尾を持った赤い大蛇の下半身を併せ持った姿をしており、年齢は50歳超ながら艶やかな美貌を保っている。代々優れた神官を輩出してきた一族の出で、自身も当代屈指の大神官とみなされており、体全体を竜に変じることもできるほどの力を持つ。他の宗派からも「足無しルシア」と呼ばれ恐れられている。
10年前に白の神の神官カタリーナと戦った際、その戦闘は苛烈を極め、戦った地は炎と光で焼き尽くされ今でも誰も住まない無人地帯と化している。
10年前に自らの洞窟に扉が現れたことから「ねこや」に通い、「ねこや」のことは赤の神の聖地として敬っている。
初めてエミリオを連れて「ねこや」を訪れた際は、スコッチエッグを堪能した後、卵を抱えて身動きの取れない孫娘たちのためにお土産のスコッチエッグとテキーラを買って帰る。なお、ラミアは下半身が巨体であるためか、一族の娘たちとは順番を決めて「ねこや」を訪れていて、エミリオを連れて行った日は本来は孫娘のルーミア（声 - 渋谷彩乃）の番であったが、変更してもらった。

エミリオ
声 - 天﨑滉平
赤の神に仕える見習い神官。少女のような可憐な容姿を持つ。容姿から度々男から告白を受けるなど苦労していたが、ルシアに見初められ、女性しか生まれないラミアにとって優秀な「種」を得られると見込まれて、「夫」となる。
ルシアに連れられて「ねこや」へ初めて赴いた際は、そこでルシアから「ねこや」のことと「赤の神」も訪れるということを聞き、大いに驚く。その後も、「ねこや」には通っている。
後にルシア同様に竜に変じる事ができるほどの力を持ち、ルシアの孫娘との間に10人もの娘をもうける名神官となる。

コヘイジ
西大陸の山国出身で、西大陸で商売をしている、それほど裕福ではない行商。
道すがら運悪く出くわした死霊から逃げていたところ、偶然見つけた扉に飛び込み「ねこや」に入る。既に営業終了後で誰もいない時間帯だったため、そのまま眠りこんでしまい、翌朝、店主から秋刀魚の塩焼きを提供され、その味に感激して帰る。

リチとトト（アップルパイ）
東大陸の大樹海に住む子供の獣人たち。
食料の保管場所にしていたかつてのエルフたちの遺跡に扉が現れたことで、「ねこや」の客となった。アザル（リンゴ）を持っていたことから、アップルパイなら食べられるだろうと考えた店主に、アップルパイを振る舞われた。
その後、集落にいくつも落ちていたエルフ金貨でアップルパイを買い、集落に広めることになる。

メリッサ
ハーフエルフの魔法戦士。年齢はちょうど60歳。人間の父と純粋なエルフの母との間に生まれた娘で、母譲りの魔術と兄譲りの槍の腕を持つ。
ハーフエルフだが、エルフの母親に育てられたこともあって、肉などのなまぐさ物は、匂いを苦手として、食べることを好まない。
先代店主だった頃の「ねこや」の常連で、駆け出し冒険者だった頃に、仲間の冒険者とともに最初に潜った遺跡で「ねこや」の扉を発見し、以後はことあるごとに仲間たちと訪れて食事を楽しむようになった。
それから10年後に、パーティーが解散することになり「ねこや」で宴を開くが、メリッサだけ、先代店主から7日後にも来るよう言われ、餞別として、「エルフ豆のクリームシチュー」を奢られる。
名前に反して「豆」が見当たらないシチューの秘密に気づき、豆乳作りを成し遂げて、実家の宿屋のメニューに「エルフ豆のクリームシチュー」を加えて大繁盛させた。

アーノルドとエリー
冒険者の中年男性アーノルドと、その幼い娘のエリーの親子。
父娘で新天地に向かう旅の途中、雨宿りのために逃げ込んだ無人の小屋で、屋内の部屋の扉だと思って「ねこや」の扉を開いてしまい入店する。

マイラとヨハン（マカロニグラタン）
声 - 加隈亜衣（マイラ）、熊谷健太郎（ヨハン）
とある小さな国の小さな町に住む、宿屋の一人娘マイラと、その幼馴染でパン屋の次男坊ヨハン。
街にハーフリングたちがたびたび立ち寄ることを不思議に思ったヨハンが、彼らが必ず入っていく森を調べて扉を見つけた。
7日後、ヨハンの案内で二人で「ねこや」を訪れ、マカロニグラタンを食べ、マイラはその味を盗むことを決意する。

ラウリ
声 - 楠見尚己
マイラの父で、宿屋の店主。
ハーフリングのピッケとパッケに「騎士のシチュー」のレシピを教えてもらい、その際に大金となる銀貨100枚を払ったが、人気メニューとなったことで、客は以前の倍以上入るようになり、懐に余裕が出るようになってきた。
アニメでは、原作の黒パン売りの役割も併せ持っている。

セレナ（お汁粉）
西大陸の古い森の大樹に住むエルフ。森の精気を魔力として取り込み、老いと死を抑え続ける秘術を使いこなすことができる世界で唯一人のエルフで、3000年生きている。艶やかなストレートの黒髪と、白い肌を持つ。
エルフの範疇すらも超えた膨大な魔力を持つため、同じエルフのファルダニアでも年齢を読み取ることすらできず、その力は魔物のドラゴンを凌駕するほどのものとみられている。
食べ物も水も必要としていない代わりに、森から出てしまうと10年も経たずに朽ち果てるため、森にこもって研究を続けていたところ、30年前に「ねこや」の扉が現れ、そこで気に入ったお汁粉を食べるために、年始の特別営業の日にのみ通うようになった。
森の中に2つ目の扉が出現した際にも「ねこや」を訪れ、その際に出された大学芋も気に入る。

アルテ（ハンバーグ）
声 - 諏訪彩花
青の神の国の神官で、種族は人魚。褐色の肌と海色の髪と瞳を持つ、美しい少女。青の神に祈りを捧げて、嵐を沈めたり、竜の脚を得て地上を歩いたりすることができる。
竜の脚を手に入れたことのご褒美として、神官の先輩に連れてきてもらったことで「ねこや」を知り、デミグラスハンバーグの虜となる。その後は、青の神の国にある扉を使って通うようになる。
北の海に行った際、嵐に遭った人間の漁師ロウケイを助け、代償として「ねこや」で使う銀貨を求めるとともに、近くにあった扉を使ってロウケイを「ねこや」に連れていった。
普段は魚を食べている。

ロウケイ
声 - 松岡禎丞
海国の漁師で、日焼けした黒髪の少年。嵐で海に飲み込まれそうになっていたところを、人魚のアルテに助け出された上で、「ねこや」に連れていかれた。アルテに一目惚れしたため、代金を持つことを条件に、今後も「ねこや」に一緒に行くことを提案した。その後もアルテと共にたびたび来店している。
「ねこや」ではアルテと共にハンバーグを食べているが、ふだんは陸の獣肉は食べていない。

グレンとイグニス
帝国の砦の守備兵で、同僚同士の二人。
グレンは種族不明で、朗らかな人物。イグニスは下顎から猪のような大きな牙を2本生やした魔族で、やや照れ屋。
「ねこや」には砦近くの扉を利用して通っているが、その扉には他にも利用者（下記のグレアム・ベルトラン）がいるため、主に夜勤明けの午前中に通っている。
つまみのウィンナーとポテトの盛り合わせは共通の好物だが、グレンはビールと、子供の時に食べた郷愁のあるフライドポテトを好み、一方、イグニスは酒の苦みをあまり好まず、「ねこや」以外では味わえないサイダーと、子供時代に食べた肉を思い出すということで焼いたウィンナーソーセージを好む。

グレアム・ベルトラン
帝国の騎士。十数年前に帝国に飲み込まれて版図に組み込まれた港町の出身。
帝国の「騎士試験」を通過して騎士になったばかりで、現在はグレンとイグニスと同じ砦に詰めており、半年前に見つけた「ねこや」の扉は、お互いに相手を知らない状態で、彼らと早い者勝ちで共用している。
港町出身で、その反動により元々は肉料理を好んでいたが、内陸部に赴任し海産物を食べる機会が遠のいた現在は海の幸に餓えており、それらの様々な料理を食べることができる「ねこや」のことを貴重な憩いの場としている。
そのため、特定の料理ではなく、海の幸を使った料理を一通り食べていっている。
交易都市で育ったことから商売にもそれなりに通じているため、「ねこや」のありようについても商売の観点から考察してしまうタイプの客でもある。

アルベルト（ポークチャップ）
東大陸の高い山々の上に位置する小国の第3皇子。先代店主の頃の常連で、豪放磊落な人物。
ゴーレムや魔獣が多数生息する、国内随一の危険地帯に出現した扉を利用しているが、往路も帰路も、それら魔物の群れを剣で打ち倒して毎週「ねこや」に通っている。
北の大陸では、アルベルトの国でのみマルメット（トマト）が細々と作られていて、「ねこや」で出されるトマトを使った料理のポークチャップを好物としていた。
先代店主の頃に常連だった人物だが、他の話では店内にいる様子が描写されていない。

カタリーナ（ティラミス）
白の神に仕える神官。全身を竜と化すこともできるほどの力を有するほどの大神官。褐色の肌とクリーム色の髪を持つ女性。
息子の『白の子』が「ねこや」に入店できなくなったため、以後はカタリーナが彼の代わりにティラミスを買うために出向いている。利用している扉は住んでいる街から徒歩で2日かかる距離にあるが、竜の翼を持つカタリーナは一息で飛んでいくことができる。
カタリーナ自身もティラミスを好物としていて、「ねこや」では、青の神の神官のアルテや、かつて交戦したことがある赤の神の神官のルシアらの折り合いの悪い他宗派の聖職者との同席は避ける一方、同じ神を信仰するセレスティーヌとはケーキに魅了されたもの同士という共通点もあって仲が良く、同席することも多い。

『白の子』

カタリーナの子で、今代の『白の子』として、白の神の神官たちに敬われている。生まれてすぐに白の神から血を一滴与えられ、この世の物とは思えないほどに白い肌と銀髪、縦に瞳孔が入った黄金色の瞳を持ち、強大な力を振るうことができる。年齢は10歳で、わがままな性格をしている。
3年前に「ねこや」で出されたティラミスの味に感動し、店主を連れ去ろうとしたが、危機を察して入ってきた『赤の女王』につまみ出されて以来、扉に拒絶（入店拒否）されている。そのため、カタリーナに命じて「ねこや」の菓子を買いに行かせている。カタリーナに使わせている扉には、他の者が利用できないよう、常人には見えぬように隠す幻影と、不用意に近づいた物にほとんどの者を即死させるほど強力な裁きの光を降らせるといういささか過剰な呪いをかけていて、カタリーナは毎回それを解除して扉を使っている。
好物はティラミスで、「ねこや」では「バレンタインデーの祝祭」でチョコレートが買えることも知っており、そちらも好物としている。

ティーダ
海国の船乗りの少年で、フェンが船長を務める交易船の船員。
乗っていた船が嵐に巻き込まれ、船が逃げ込んだ無人島で他の船員たちのために食料を探していたところ、扉を見つける。とん汁で腹を満たすとともに、先代店主から他の船員のための食事を託される。

フェン
海国の船乗りで、海国と王国の間を巡る交易船の船長。
自身の判断ミスによって嵐に巻き込まれ、無人島で立往生させられ食料が尽きていたところ、ティーダが届けた「ねこや」の食事で他の船員とともに腹を満たして九死に一生を得る。
扉が現れた無人島を「ネコヤ島」と命名した。

ジュニア / ウィリアム・ゴールド
トレジャーハンター。曽祖父の初代ウィリアム・ゴールドと同じ名前を持ち、「ジュニア」と通称される人物。サラとシアの従兄（伯母の子）にあたり、サラからは「お兄ちゃん」と呼ばれ親しまれている。両親は「ウィリアムの呪い」は受けず、商人として王都で裕福に暮らしている。
10年前に遺跡調査の旅に出て行方不明となり、死んだものと思われていたが、実際は古いエルフの遺跡を調べていた時に遺跡にあった転移装置により南大陸へ転移して帰還不能となっていて、そこで現地の女性と結婚し子供ももうけていた。その後も南大陸でトレジャーハンターとしての活動を続け、現在は妻の妹のマリベルを弟子にしている。
「ねこや」の存在は妻の亡父が残していた日記から知り、調査の末に扉を発見し、そこでたまたま居合わせたサラと再会し、両親に生存を知らせるべく自身の調査手帳をサラに託した。彼が託した調査手帳は北の大陸で多くの写本が出回ることとなり、北の大陸のトレジャーハンターたちが未知の南大陸へ挑むきっかけとなる。

マリベル
ジュニアの義妹で、トレジャーハンターの弟子として彼に師事している。南大陸の人間らしく、褐色の肌をしており、赤の神の加護があるためか、体力はジュニアよりある模様。
若者言葉で話し、語尾は「〜っす」となる。

マリベルの父（アーモンドチョコレート）
赤の神の神官。ジュニアの妻とマリベルの父で、ジュニアにとっては義父にあたる。優秀な戦士だったが、3年前に白の神の信徒たちとの戦いで死亡した。
「ねこや」には毎年「バレンタインデーの祝祭」の頃に現れ、アーモンドチョコレートを買っており、日記に「ねこや」と扉のことを書き残していたため、ジュニアとマリベルが扉を発見する手掛かりとなった。

ハチロウ（親子丼）
山国出身の旅芸人。子供の頃に、口減らしのため山に捨てられたところをハーフリングの夫婦に拾われて、我が子同然に育てられ、10年間の旅の中で旅の仕方と生きるための大道芸を教わった。
毎年、夏の初めの「ドヨウの日」の昼に、育ての親の「おとう」と「おっかあ」と「ねこや」で会うことにしている。

「おとう」と「おっかあ」
ハーフリングの老夫婦。かつてハチロウを育て上げてからは再び2人で旅を続けており、現在は砂の国を旅している。
「ねこや」では親子丼を好物にしており、ハチロウにとっても思い出の味となっている。

アーレフ
砂の国のオアシスに住む魔術師。
自国の伝統飲料であるカッファ（コーヒー）が好きで、「ねこや」でも、日替わりの料理に加えて、カッファより味が濃いエスプレッソとコーヒーゼリーをいつも注文することにしている。

メイファン
海国の火山島に住むドワーフの老女。
先代店主の頃の常連で、ドヨウの日は人気のない湯治場で温泉に浸かり、近くに現れる「ねこや」で食事をしてから山小屋で一晩を過ごす事を楽しみとしている
毎回食後の締めに梅酒を呑む事を楽しみとしており、自分でも、島で採れる果実とドワーフの火酒と黒砂糖を使って醸造を試みている。自製の「ウメシュ」は、男のドワーフには不評だったが、火酒が呑みづらい女のドワーフや人間には好評で、後に（現在から10年前から）出回り始め、人間の間でも取引されるようになり、王国では王族が飲む酒のひとつになるほど珍重されている。
なお、「ねこや」のことは異世界の“酒場”とみなしている。

カミラ（フルーツゼリー）
声 - 小清水亜美
青の神の国出身の人魚で、大神官、かつ『青き帝王』の眷属。この60年間は、帝国の港町の郊外に住んでいて、年齢は100歳を超えている。美しく、かつ不老で、尾びれには海色の鱗を持つ。同じく海色の竜の姿になることもできるが、尾びれを竜の脚ではなく人間の足に変化させる術を自ら編み出したため、人間に化けることもできる。
70年前、邪神戦争末期に魔族が『万色の混沌』を復活させようとしたため、それを警戒した『青』によって、特に有力な大神官だったカミラに白羽の矢が立てられ、監視のため東大陸に送り込まれた。その際、『青』から血の一滴を受けて、青の眷属となった。結果的に、ヨミらが復活した『万色の混沌』をすぐさま倒したため、カミラの役割は実質的になくなってしまい、人間の姿に化けて10年間ほど地上で旅をした後、『青』から引き続きの監視を命じられたため、以後は東大陸の外れの町（現在の帝国の港町）の外れに家を建てて住み着いた。
5年ほど前から家の中に扉が現れるようになり、「ねこや」に通い始めた。フルーツゼリーを好物としており、自らも再現を試みて研究しており、「ねこや」に通うための金は、「フルーツゼリー」のまだ不完全な製法を人間に教えることで得ている。
後にゼリーを食べたファルダニアの訪問を受け、以降は彼女とは「ねこや」で情報交換する仲になる。
カミラは表向きは東大陸の人間の格好をしており、足も人間のそれに化け、力を隠すことにも長けているため、カミラが他の客で誰が聖職者かを見抜けるのに対して、他の聖職者はカミラの正体に気づかない。ファルダニアからも「人間の魔術師」だと思われている。
「ねこや」常連の他の大神官たちでも気配を察知する程度にとどまるクロ（『黒』）の存在を、彼女は認識している。

ナーデル
砂の国の商人。砂漠の旅をしている途中、誤算から満月の夜に旅をする羽目になってしまったところ、「ねこや」の扉を見つけ、ペペロンチーノを食べる。

アデリア（スパニッシュオムレツ）
南大陸に住む、狼の血を引いた獣人で、緑の神に仕える神官。狼の耳と尻尾を持つ。同族の女と比べても頭ひとつ分ほど小さい小柄で、人懐っこい笑顔を持った愛らしい女性。20年ほどで大神官になれる才能があると目されており、体の一部を竜の翼、爪、尾、脚にそれぞれ変化させることができ、現在は人里離れた山奥に一人こもって修行を続けている。
修行している場所の近くに扉があり、「ねこや」で好物のスパニッシュオムレツを食べることを楽しみにしている。
帝国の大地の神の司祭のソフィとは「ねこや」で会う友人の関係で、信仰する神が同じで歳も近いため、仲が良い。
おおらかな性格で、本来は殺すべき敵である「邪教徒」のアレッタにも気さくに接する。また、やや軽率な失敗をするところがあり、好物の名前をよく憶えていなかったり、扉を開いた後で忘れ物に気づいて扉を閉じて消滅させてしまったり、飛竜の肉を忘れて店主にジャーキーにされたり、店主に忘れ物ではなくあげたものだと言い張ったりしている。

カルロス
アデリアの弟で、狼の血を引いた獣人。同族の男と比べても頭ひとつ大きい巨体を持ち、弓の扱いに長けた戦士。一族から大神官を出すことは大きな意味を持つため、一族を挙げて姉のことを手伝っている。

ソフィ（ポテトチップス）
大地の神の正司祭。帝都出身で、現在は帝国の開拓村のひとつにある神殿で勤めている。
任地に赴任したばかりの頃に、物珍しさから森を散策していた際に扉を見つけた。赴任した当初は帝都を離れることを渋っていたが、「ねこや」でポテトチップスをつまみにビールを飲めるようになったため、今では満足している。
実家は帝都でフライドポテトを売る屋台をしており、ソフィが手紙でフライドポテトのことを伝えた結果、再現したものを売り出して繁盛することとなる。

オニワカ
闇の女神に仕える高司祭。山国の鬼と人間の間に生まれた「鬼子」で、母親を失った後、闇の神殿に預けられて高司祭となり、その後は腕を磨くために諸国漫遊の旅をしている。刀と、闇の女神の加護を宿した札を使って戦う。
旅の途中で請け負った死霊（レイス）退治の準備をしている際に扉を見つけ、自身は心ゆくまで食事をした上で、ショウジロウのために、お土産に三色丼を持ち帰った。

ショウジロウ
オニワカを護衛する老侍。オニワカはかつて自分が仕えていた主の娘の子であり、母親を失ったオニワカが闇の神殿に預けられる際に同行し、以降も旅を共にしている。

ジェラール・ヘプケン
とある小さな地方の領主。騎士の家に5男として生まれ、冒険者をしていたが、先代の領主から剣の腕と旅で得た知識を見込まれ、孫娘のクラウディアの婿となり領主を引き継ぐよう請われ、冒険者を引退した。
ある日、先代領主が建てた別宅で「ねこや」の扉を見つけ、妻を伴って赴いた。

クラウディア
ジェラールの妻で、先代領主の孫娘で、年齢は20に満たない。
小さい頃に祖父と両親と共に「ねこや」に行ったことがあったが、両親が事故死してから祖父の足が遠のいたこともあって、扉の場所がわからなくなっていた。
夫が扉の場所を見つけたことで、「ねこや」を再訪して思い出の味のチーズチキンカツを食べ、また行くことを決意する。

サリア
魔族の少女。邪神の加護により、夜目の効く猫の瞳を持つ。先代店主の頃にたまたま「ねこや」の客となる。
魔都でそれなりに成功していた兄を頼って一人旅をしていたところ、「ねこや」の扉に出くわした。

エドモン（カルボナーラ）
声 - 家中宏
王国の大臣。30年に渡って王国に仕え、自身の鋭い観察眼と収集した情報を使って、一介の貴族文官から大臣にまで上り詰めた。長く諜報を担当していたため、帝国の情勢に通じており、王国の行く末に危機感を抱いている。
「ねこや」には王国の歴史資料室に現れる扉から通っている。「ねこや」で客の様子を観察することで様々な情報を得ており、自国のアルフェイド商会の躍進の秘密も看破している。
王国育ちで、アルフェイド商会が革新的な麺料理を次々に生み出していた時期を経験しているため、麺料理に特に思い入れがあり、「ねこや」でしか味わえないカルボナーラを好物としている。

ソウジュン
王国の街道の街に住む老人。西大陸の出で数年前に住み始めた家の物置小屋には「ねこや」の扉があり、ある日、酔っぱらって偶然に来店した時に中華粥を食べる。
再訪を願ったものの、場所がわからず途方に暮れていたところ、ハーフリングのテッドに扉の場所を教えられ、ウルリックとともに「ねこや」の客となった。

ウルリック
王国の街道の街の衛視。以前は傭兵だったが、王都と港町を結ぶある街で出会った娘に一目惚れしたことで引退し、以後は腕を買われてその街で衛視を務めている。
「ねこや」の場所を探していたソウジュンに付き合い、成り行きで「ねこや」を訪れる。

アルザス
旅の吟遊詩人。
一人旅の途中で落石により足に怪我を負い、養生のため、以前にハーフリングのアイリに教えてもらった扉を通って「ねこや」を訪れた。怪我は来店したセレスティーヌの癒しの力によって治療された。

マリナ / アイリ
ハーフリングの吟遊詩人で、若い女。
竪琴を得意としており、人間の吟遊詩人のアルザスとの共演の受けが良かったことから、半年ほど一緒に旅をしていたが、途中で別れ、別れ際に近くにある「ねこや」の扉について教えた。

イルゼガント
声 - 渡辺明乃
空飛ぶ島に住むエルフ。およそ300歳。
両親は、エルフが疫病で滅びつつあった頃に地上の研究施設を空に飛ばして逃れて魔術の研究を続けていたが、寿命が迫った頃に知識の継承を目的にイルゼガントを産んで死んだ。残されたイルゼガント自身は研究への情熱を持っていないため、無為に日々を過ごしており、空の島には、魔力で使役されるゴーレムがいる以外は、イルゼガントしかいないため、人間などのエルフ以外の種族のことを知らない。
空飛ぶ島は果物が豊富で栄養補給は果実で事足りるため、両親は料理をしなかった。そのため自身も料理のことは知識として知っている程度。
島内に扉が出現したことを感知したため、暇つぶしで「ねこや」を訪れ、宇治金時をいただく。

ライナー
帝国との国境近くにある砦に住む王国の少年。一緒に暮らしていた母親を亡くしたため、砦に勤務する父パウロに引き取られた。
パウロに連れられて、「ねこや」の客となった。

グスタフ
トレジャーハンター。22歳。
古王国の都だった死の都に挑んだ際、地下に転落して足を折ってしまう。かつて同じ場所で同様に怪我を負って死亡したジュリアス・ゴールドの霊から「ねこや」の扉の存在を教えられ、店内の常備薬（治癒のポーション）で怪我を治癒してもらい、カツサンドを楽しんだ。
扉を出てからは、死の都から生還することに成功し、ジュリアスに託された手帳とナイフをゴールド家に届けた。

ジュリアス・ゴールド
死の都で命を落としたトレジャーハンター。グスタフと同じく、建物の地下に落ちて足を折り、救助を待った末に命を落としたが、渇きを癒すために飲んだ聖水のためか、霊魂と化して留まり、体のほうが白骨遺体化するほどの時間を同じ場所で過ごしていた。
数年前から自らの死体のそばに「ねこや」の扉が現れるようになり、扉の存在には気づいていたものの、霊体であるため扉を開けられず、扉を開けた先に何があるのか気になっていた。
同じように落下してきたグスタフに扉を開けさせたものの、自らは入店することができなかったらしく、戻ってきたグスタフに自身の手帳とナイフを託して、王都に届けるよう言い残して消滅した。

ヘンリー
ある小国の宮廷魔術師で宮廷画家。たまたま発見した「ねこや」の扉は湖の上に出現していたため、幻想的な光景となり、画家でもあった父親の影響で絵心があったため、7日に1度、湖のほとりに通って風景画を描くことを趣味としていた。
「ねこや」の看板が変わったことで生じた違いが気になり、水上歩行の魔術を使って、初めて「ねこや」を訪れた。好奇心旺盛な性格で、異世界（ねこや）ならではの料理を所望して提供されたわさびマヨネーズソースを付けたカルパッチョを気に入る。
空間転移の魔術を使うことができる。

ラスティーナ
声 - 花澤香菜
魔獣王アルティーナの娘で、魔都を治める「魔王」にして帝国随一の大貴族の当主。その地位には3年前に病死した母の跡を継いだことで就き、現在は魔都を統治する領主としての執務をこなす日々を送っている。邪神の加護は薄く、前髪に隠れるほどの大きさの2本の角、膝に届かない程度の長さの無力な尻尾、パタパタと動かせるだけの翼を持つのみ。母アルティーナから、武術、魔術と、魔獣を手懐ける技を習得しているため、ある程度の実力は持っているが、魔王として見れば、「最弱王」であることは自他ともに認めるところ。
頭は良く、領地経営で手腕を発揮しているが、薄い加護しか与えられていない魔族であることに引け目を感じていた。
「ねこや」には、寝室の衣装ダンスに扉が現れたことで入店した。初めて訪れた際に旧知のアーデルハイドが居合わせていたことから同席し、薦められるまま食べたモカチョコレートパフェを堪能し、また「ねこや」で会うことを約束する
甘いものも好きだが、食事では肉料理を多く食べ、野菜や果物はほとんど食べない。
なお、20年以上前にライオネル（カツ丼）を金貨1万枚で買って所有していたことがある。

ファル
ラスティーナの護衛兼メイド。見た者の動きを止めるメドゥーサの瞳を持つ。

アルティーナ
故人。『魔獣王』の異名を持つ女の魔族で、邪神戦争では魔王の一人として指導的立場にあったが、他の魔王たちはことごとく四英雄に討ち取られたため、戦後、唯一生き残った魔王となった。邪神の加護を厚く受け、王冠のように見える7本の角、鉄をも切り裂くと言われるほどの威力を誇る巨大な鞭のような尻尾、自由に空を飛ぶことができる巨大な翼を持つ。 エルフを凌駕する強大な魔力を持ち、攻撃、治癒の両方で強力な魔術を行使することができた。その異名の通り、魔獣を手懐ける魔獣使いの技を持ち、多数の魔獣を従えた。
邪神戦争の際に旧帝国の帝都を襲い、王を含む大部分を殺害し、その後は「魔都」として自ら支配した。邪神戦争後に、その際の生き残りであるヴィルヘイム（コロッケ）による侵攻を受けるが、アルティーナが旧帝国領に優れた治世を敷いていたことはヴィルヘイムを感心させ、彼に臣従するよう脅迫まがいの申し出を受け、利害が一致したことからそれを受け入れる。
ヴィルヘイムと盟約を結んだ後は帝国の大貴族として遇され、領土拡張を続けていた当時の帝国のために自らも軍を率いて力を振るい、他国からは帝国の『剣』と呼ばれ恐れられた。帝国に下ったことは、それにより、当時ひっそりと暮らすことを余儀なくされていた魔族の生きる場所が確保された一方で、「魔王」という地位を血筋によって相続されるものとしてしまい、これはそれまでの魔族のありようとは大きく異なるため、ライオネル（カツ丼）のようにそのことを苦々しく思っている魔族もいる。
3年前に病死した。
食事では、肉の類はほとんど食べず、野菜や果物ばかり食べる人物だった。

### 四英雄
レオナルド
光の神に誰よりも愛された聖人。邪神戦争の頃は、光の神の神殿の高司祭でありながら、無頼漢気取りでいつも煙草をふかしていたが、妙なところで真面目さがあった。
邪神戦争終結後は、その偉業から光の神殿の法皇となる。光の法皇となってから、「知らぬものを耐えるのは、たやすい」という考えから、嗜好品を一年の間は浴びるように楽しみ、その後に禁欲生活に入るという「一年の享受」の風習を新たに作った。現在も、片時もパイプを手放さないほどの煙草好き。
ヨミからは「レオ」と呼ばれている。

アルトリウス
声 - 清川元夢

人間の世界で最高の魔術の使い手である大賢者。邪神戦争の頃は、アレクサンデルに比肩するほどに整った顔立ちをしており、性格は頭でっかちで些細なことが気になって仕方ない人物だった。
ヨミからは「アルト」、アレクサンデルからは「アル」と呼ばれている。

アレクサンデル
声 - 櫻井孝宏
剣のみで魔王すら倒す剣神。中性的で美しく整った容姿をしているハーフエルフ。ハーフエルフだが魔術は一切使わず、細剣のみを得物として、ライオネルをただの一撃で仕留めるほどの屈強を誇る。性格は気ままで好奇心が強く、エルフというよりハーフリングを思わせる。行く先々で美女と浮名を流し、女を口説き落とすためなら労力は厭わない好色家で、帝国の初代皇帝ヴィルヘイム（コロッケ）の父でもある。
邪神戦争終結後は、伝説の傭兵として気ままに旅を続けていたが、ヴィルヘイムが「異世界食堂」の客だったことを知り、アルトリウスに頼んで案内してもらった。
戦歴は、現在から見て、100年以上に及ぶ。
ヨミとアルトリウスからは「アレク」と呼ばれている。

ヨミ
声 - 井上喜久子

アレクサンデルと互角の剣術、アルトリウスに匹敵する魔術の才能、レオナルドと同じくらい闇の女神からの愛を受けた、英雄。
西大陸の山国最悪の悪鬼の精と、闇の加護を宿した闇の神殿の巫女の腹を使って、「魔王殺し」として作られた存在で、その生まれから、『黒』の加護を厚く受けている。サムライソード（日本刀）の使い手で、黒の覇王の牙を鍛えて作ったと言われる呪いの妖刀を得物にしている。
魔王たちを殺すこと以外には関心のないような人物で、6柱の竜以外では最強クラスの存在として描かれているアレクサンデルからも「化け物」と呼ばれるほどの強さを持っている。
邪神戦争後の異世界では、邪神を道連れに命を落とした英雄としてその名が語り継がれている。

### 七色の覇王
北の大陸（東大陸と西大陸）と南の大陸で呼び名が異なるほか、作品中で、6柱の竜ら当事者が語る実態、北の大陸での信仰上の神としての位置づけ、南の大陸での信仰上の神としての位置づけはそれぞれ違いを含んでいるので、やや注意を要する。
『赤の女王』（赤の神 / 火の神）

好戦的で勇敢にして、世界を焼き尽くせるほどの炎を操れる存在。
南の大陸では赤の神、北の大陸では火の神と呼ばれ、火を司る神とされている。
南の大陸ではラミアをはじめとして熱心に信奉するものが多く、北の大陸でも戦士や鍛冶職人からの信仰を集めている。

『青き帝王』（青の神 / 水の神）
冷静にして、氷と水を操る、海の化身。
現在は青の神の国の王にして竜神海（青き神の海）の主であり、他の神の信徒が通過する時は、相応の貢物を要求する。
南の大陸では青の神、北の大陸では水の神と呼ばれ、海と水を司る神とされ、東大陸のリザードマンは「青き水の神」として信仰している。
青の神の信徒の多くは水中の「青の神の国」に住むという事情から、他の5柱の竜の信徒とは接点がほとんどないため、南の大陸の他の宗派の者たちとは異なり、青の神の信徒は他の宗派の信徒への敵対意識を持たない。
北の大陸では、港町出身のハインリヒ（エビフライ）が水の神に感謝を捧げているほか、船乗りたちに信仰されていると思われる。

『金』（金の神 / 空の神）
狡猾で死を恐れ、空を知り尽くし、天を操る存在。
6柱の竜の中では最も古くからいる竜で、かつて『万色の混沌』が世界を食い尽くした際に生き延びた過去がある。
南の大陸では金の神、北の大陸では空の神と呼ばれ、空を司る神として信仰されている。
南大陸では、セイレーン、ハーピー、バードマン、テングといった、生まれつき翼を持ち、空を飛ぶことができる種族の者に主に信仰されている。

『緑』（緑の神 / 大地の神）
大地の力をひきだすことができる存在。
大地に根を下ろし、地の底深くのことまで知っている。6柱の竜の中で、他の5柱と比べると、戦いを苦手にしている。
南の大陸では緑の神、北の大陸では大地の神と呼ばれ、どちらでも大地を司る神とされている。
帝国では「ダンシャクの実」は、餓えに苦しむ民衆を救うために、大地の神がヴィルヘイムに与えたものだという説（大地の神殿が流した）が広く信じられているため、近年になって力を伸ばし、帝国国民の間では最も有力な神として信仰を集めている。帝国では、大地の神の司祭も「ダンシャクの実」を神の国の神聖な食べ物として研究対象にしている。
南大陸では、主に森の住人であるリリパットや獣人に信仰されており、マンティコア、ゴブリン、オーガにも信徒がいる。

『白』（白の神 / 光の神）
生物の成長と光を操る力を持つ存在。
南の大陸では白の神、北の大陸では光の神と呼ばれ、南大陸の解釈では、生物の成長を司り、かつ、最も慈悲深い神で、脆弱かつ魔力も弱い人間を好み、弱い人間のために『白の子』（詳細は#白の子を参照）を遣わしている、とされている。
東大陸の人間の間では最も広く信仰されており、南大陸でも、人間で他の神を信仰する者は少ない。

『黒』（黒の神 / 闇の女神）

闇の力を宿し、全てを死なせる力を持つ存在。
6柱の竜の中で力は最も弱かったものの、力の扱いには最も長け、最も賢い。
生命を司る『万色の混沌』を滅ぼしたことで、世界で新たに生まれてきた生物は弱体化してしまい、死を司る『黒』がいるだけで周りの生物が死ぬようになったため、他の5柱の竜との取り決めで空の果ての月をもらい、以後は一人で思考の海に沈んでいた。
南の大陸では黒の神、北の大陸では闇の女神（闇の神）と呼ばれ、信仰されている。北の大陸の解釈では、光の神の妻で、死と闇を司る神という位置づけになっている。
『万色の混沌』との戦いで黒が流した血を浴びた者は「黒の眷属」となり、眷属が眷属を増やせるという他にはない特性から、現在も一定数いる（詳細は「吸血鬼（黒の眷属）」を参照）。

『万色の混沌』（混沌の神 / 魔族の神）
知性はなく、地の底から現れ、地上の生物を食らい尽くして、また地の底に帰っていく存在であると同時に、世界に新たな生き物を生み出し続ける存在とされ、『赤の女王』は「全ての生命の始まり」と呼んでいる。あらゆる色が混ざり合い、形は定まっていない。
異世界で過去にも数度出現しており、6柱の竜による1000年に及ぶ戦いの末、34684年前に滅ぼされた。
邪神戦争の最終盤で、追い詰められた魔族によって復活が試みられたが、完全な状態ではなかったこともあって、四英雄によって再び滅ぼされた。滅びる際、自身に致命打を浴びせたヨミを異世界に飛ばした。
滅ぼすためには、『黒』の死の力と、6柱の竜の他の5柱のような力を合わせる必要があると言われており、復活しかけた時も『黒』の加護を厚く受けたヨミによって倒されている。
南の大陸では万色の混沌あるいは混沌の神と呼ばれ、6柱の竜とは区別され、北の大陸では邪神（魔族からは魔族の神）と呼ばれ、『七色の覇王』のひとつとして扱われている。古いエルフの知識を持つイルゼガントは生命を司る混沌の神と呼んでいる。
基本的にその眷属である「魔族」からのみ信仰されており、魔族からは彼らに加護を与える神として崇められている。

### 歴史上の人物
歴史上の登場人物で、「ねこや」の常連客たちと直接的な関係が特にない人物。
『狂王』
古王国の最後の王で、「狂王」とあだ名されている。取り替え子で生まれたハーフエルフ。
若い頃は名君で、優れた治世を数百年敷いたことで古王国は大いに繁栄することとなった。しかし、自身の寿命が尽きようとする頃には、自身の息子である王太子ははるか昔に寿命で死んだ後であり、王太子の（『狂王』からすれば赤の他人に等しい）子孫に自らの国を譲るのを嫌って、不老不死を求めて狂い、自らを魔霊（リッチ）にしたことで、王都を壊滅させてしまう。このことが原因で、現在からおよそ500年ほど前に、古王国は分裂し、魔族によって、滅ぼされる結果となった。
これを教訓として、現在の異世界の人間社会では、ハーフエルフを組織の枢機を担う役職に置くことや、長期に渡って高い地位に置くことを避けている。

『魔骸王』
邪神戦争の頃の魔王の一人。魔族から魔霊（リッチ）に転生し、凶悪な魔術を用いたことで恐れられた。
フェアリーたちの花の国に侵攻したが、返り討ちにあって敗走した。その後、四英雄に討伐されたと思われる。

## 設定

### 洋食のねこや
先代店主が50年くらい前に始めた料理屋で、約10年前に現在の店主が引き継いだ。「洋食」と名乗っているが、洋食以外のメニューもある。料理を注文すれば、ライス、パン、スープは無料でお代わり自由。通常メニューは基本的に1品1000円までの価格設定にしている。黒光りする木製のテーブルが置かれ、テーブル数は10、椅子にはクッションが敷かれている。営業時間は11時から15時までのランチタイムと、17時から21時までのディナータイムに分けられている。オフィス街にあるという立地上、サラリーマンの利用客が多く、休日は閑散としているため、対外的には「土日が定休日」となっている。
先代店主の頃は、妻の暦（ヨミ）が会計を預かっていた。「ねこや」という名前は、先代店主が猫派であったことから付けられたもの。

#### 異世界食堂
土曜日だけ異世界とつながるようになった「ねこや」は、異世界の住人を客とした「特別営業」を始め、いつしか彼らから「異世界食堂」と呼ばれるようになった。
人間以外の種族も含め、異世界からの様々な客が来店する料理店である。
風習
店の中で常連同士が呼び合う時、本名ではなく、その相手が店で特に大好物としている料理の名をあだ名にして呼ぶ、という風習がある。他に、常連の間の独特なルールとして、騒動を起こして入店拒否（後述）となることを避けるため、店内に有名人や天敵と呼べる存在がいたとしてもお互いに見て見ぬ振りをするというしきたりがあり、作品中でもそうした様子がしばしば描写されている。
料金
通常メニューは最も高いメニューでも1品で銀貨1枚までとしている。異世界の人の感覚では、1食分の料金設定として、庶民が食べる店としては少し高い程度、と思われている。
異世界食堂としての4週間（4日間）の売り上げは、『赤の女王』の金貨8枚を除くと、銀貨41枚、銅貨700枚ほど（ねこやの換算でおよそ11万円）の場合で普段より少し多いくらいになる。

営業時間
開店は平日と同じ11時で、閉店は21時。平日にある昼の休業時間がない。
異世界では夜になると魔獣などの危険が増す、日没とともに寝ることが普通であるといった事情もあり、日が暮れる頃には店内はだいぶ静かになる。
「ねこや」が営業開始前の早朝や営業終了後の深夜（午前0時頃までの間）も、異世界では扉が現れているため、営業時間外の来客（迷い込んできた訪問者）がしばしばある。

従業員
先代店主の頃は、暦と、若い頃の店主が手伝っていたが、現在の店主になってから、アレッタを雇うまでは、特別営業の時は店主が一人で切り盛りしていた。
アレッタには当初は、学生バイト相当の扱いで、日給で銀貨10枚が支払われていた。アレッタにとっては充分に高賃金だったが、アレッタの働きが良かったことと、労働時間14時間ということを考えると時給換算で安すぎる（700円ちょっとにしかならない）と店主が判断したため、後に日給が銀貨12枚にアップした。
平日の「ねこや」は厨房担当の料理人や給仕を雇っているが、彼らには「特別営業」のことは教えていない。

その他
平日の昼間は戦場のような忙しさになるが、特別営業の日は店主がずっと一人で回せていたほどの客しか来ない。
初見の客は、怪我などにより、やむにやまれず入ってくる者も多いため、骨折や大怪我を一瞬で治癒してしまうような異世界の薬（ポーション）を薬箱に常備している。
客にレシピは教えておらず、弟子入りの希望も断っているため、異世界で味を再現するには味わって分析するなどの工夫が必要になる。
お土産として料理やデザートを持ち帰ることもできるが、調味料の販売は厳禁とし、酒の瓶売りは1人につき1本までと先代の頃から決めている。

#### ねこやビル
オフィス街に近い商店街の一角にある地下1階・地上3階建ての自社ビル。地下が洋食屋「ねこや」、1階がケーキ屋「フライングパピー」、2階がバー「レオンハート」、3階が「ねこや」店主の住居兼倉庫と従業員用の仮眠室、という構成。ケーキ屋のケーキを「ねこや」でデザートとして提供する、「ねこや」の料理をバーに出前する、バーの焼酎/ウイスキー類を「ねこや」の客に提供するといったように、店同士相互にやり取りがある。「ねこや」は土日が定休日だが、「フライングパピー」と「レオンハート」は土曜日も営業しており、現在はアレッタが受け渡しに行き来することが多い。
地下のねこやの階は、食堂の他、厨房の横に、シャワー室、更衣室、休憩室が設けられている。
なお、異世界から来た者は建物の外には出られないよう、暦とアルトリウスによって、魔術が施されている。
Web版では当初「猫屋ビル」という表記だったが、途中から変更されている。

#### ねこやの扉
異世界と「ねこや」をつなぐ扉で、異世界のあちこちにそれぞれある日突然現れる。黒い樫の扉で、招き猫のように右前足を上げた猫の絵が描かれているのが特徴。取っ手は年代物の真鍮でできており、金色をしている。扉には日本語で「洋食のねこや」と書かれた看板がついていたが、後に、特別営業の日だけは異世界の東大陸語で「異世界料理のねこや」と書かれたものに掛け替えられるようになった。また、異世界に現れる扉は、裏表の両面とも同じ姿をしている。
扉が現れる場所は、街の中、砂漠、洞窟の中、孤島の山の上、月面など様々だが、一度扉が現れ始めるとその後は7日毎（「ねこや」の世界の土曜日）に定期的に出現するようになる。現れる場所が場所だけに、料理店とは思わず金を持たないまま店に入ってくる人物も多いため、初回の客にだけは持ち合わせがなくても料理は出していて、現在の店主も先代の店主も初回の客にはツケを薦めることがよくある。使用は1つの扉に付き1日1回限りで、扉を使うとその日はその扉は消滅する（つまり早い者勝ち）。扉を通過して閉じた時だけでなく、扉が開いてから約300秒（5分）経った時も消えるため、開け放したままにして使い続けるということはできない。他に、扉を開けて、通過せずに閉じた場合は扉は消えてしまうが、扉を開けず、取っ手を回して放すだけであれば、扉は消えないことが確認できる。
人里近くに出現した扉も結構な数があるが、数としては人里離れた辺鄙な場所に出現している扉のほうが多い。
魔術と魔法の道具で成り立っているため、ある程度魔術に長けた人物であれば、近くで出現した扉の魔力を感知して探し当てることができ、アルトリウスとヴィクトリアがそうしているように、魔法陣を使って扉を任意の場所に出現させるということもできる。
当初、作者は、この扉ができた時の話（「ロースカツ」）を最終回（もしくは第1部最終回）にすることを予定していた。
魔法の鈴
「ねこや」の扉に付けられた、右前足を上げた猫を模した形をした金色の鈴（ドアベル）で、この鈴が、「ねこや」と異世界をつなぐ魔法の力を宿している。
異世界からの来客が扉を開けると「チリンチリン」と音がする。この音は魔力の波動を含んでおり、真空中でも響く。魔術が発動していない状態の時は「カランカラン」という音を出す。
元々は1000年以上前のエルフが最も栄えていた時代に作られた魔法の道具で、彼らが店主らのいる世界にかつて渡ってきた際に残したものが骨董品として巡り、30年前に入手した暦（ヨミ）が調整して異世界とつながるようにした。
7日に1度という周期性については、数日の間隔で上下する魔力が最も高まった日にのみ魔法が発動することから生じていると考えられている。
この鈴には、2つの世界をつなげる魔術だけでなく、店内（建物内）の会話を瞬時に翻訳して伝えることができる魔術もかけられており、この魔術は、鈴に初めから備わっていたものではなく、アルトリウスが発明しヨミも使えるという意思疎通の魔術が使われているものと思われる。

マスターキー
扉のマスターキーで、鈴と対になっている魔法の道具。金色をしている。このキーを折ることで、扉の魔術を解き「異世界食堂」を終わらせることができる。
扉の鍵の開け閉め自体は普通のスペアキーでもでき、店主はずっとそれを使っていたが、暦が10年ぶりに来店した際に店主に託した。

入店拒否
ブラックリスト機能があり、過去に店で食い逃げなどのトラブルを起こした者については、たとえ店主が許していたとしても、手が扉の取っ手をすり抜けてしまうようになり、自分では扉を開けることができなくなる（ただし、他の人間が開けた扉を通ることは可能）。
過去に、食い逃げしたハーフリングのネズミや、店主を連れていこうとしてつまみ出された『白の子』が現在も扉の取っ手に触れなくなっているほか、店内で喧嘩した客が出入り禁止処分になったこともあり、常連たちが店の中で食事以外のことでは争わないようにしている動機となっている。
この入店拒否の機能は、暦とアルトリウスが後付けで施した。融通が利かないため、入店拒否の解除はできない。

退店時の扉の働き
- 異世界に扉が現れるのは「ドヨウの日」（土曜日）だけだが、異世界の住人が「ねこや」から退店する時は、土曜日以外であっても扉は異世界に通じる。
- 異なる場所から「ねこや」を訪れた者同士が連れ立って同時に退店した場合でも、それぞれが入ってきた時の扉の場所に戻り、店を経由して別の場所に移動するという使い方はできない。物についてはその限りではなく、サラが「ねこや」でジュニアから渡された手帳を持ち出したりしている。
- 作品中では触れられていないが、店主が異世界に行くことはできず、店主が扉から出た場合は単に店の外に出ることになる。

#### ねこやの時事イベント
肉の日
毎月29日に行われるサービスデー。元々「ねこや」では料理を頼むとライスまたはパンと味噌汁が食べ放題になるが、この日は味噌汁が豚汁にグレードアップする。ただ29日が土曜日に当たるのは年1、2回しかないうえ、異世界と日本では暦が異なるため、常連客にもいつ行われるのか予測することは難しい。異世界の客の受けが良くないため、特別営業の時はとん汁にごぼうは入れていない。

バースデー
異世界では幼児の死亡率が高いため、9歳で『子供たちの祝福』の宴が催される。常連のエレンからの相談に店主が応じて、彼女の息子のカイが9歳の誕生日を迎えた際に祝いの宴として初めて行われた。
要予約で、銀貨10枚で、店主が腕によりをかけて作った宴用の料理が食卓一杯に振る舞われ、酒やジュースは飲み放題となり、最後にはフライングパピーの特注で作ったバースデーケーキが現れる。
最初に開かれたカイの宴の3年後にボナの宴も開かれ、その際に居合わせた常連が多かったためか、バースデーケーキのことを知った他の客たちから、親族、知人宛てだと称してバースデーケーキの注文が殺到することとなった。

バレンタインフェア
フライングパピーでバレンタインデーシーズンに販売したチョコレートの売れ残りを「ねこや」の特別営業で販売するというもので、毎年、2月14日の直後の土曜日に催されている。
異世界食堂の常連たちは、「バレンタインデー」の意味はわからない（店主も説明していない）ものの、カラオを使った貴重で美味しいお菓子を販売する日として、「バレンタインデーの祝祭」の名で呼び、毎年多くの常連客が訪れる。
現在の店主になってから始まったイベントで、『白の子』ら、楽しみにしている常連も多い。

アイスクリーム種類増加中
毎年夏に開催し、「ねこや」のアイスクリームは、通常はバニラ、チョコ、ストロベリーの3種類だが、期間中は種類を増やしている。

バーベキュー
年に一度、盆休み前にだけ提供される日替わり料理で、銀貨1枚で串焼きが食べ放題という特別な日。元々は、先代が盆前の時期に誤って大量発注してしまった食材を消化するために始めたもので、それが定着してしまった。通常営業の金曜日と、特別営業の土曜日の2日間開催している。最後に訪れる『赤の女王』も、味見と称して残った具材を食べている。
「ねこや」は近所の神社の秋祭りにも毎年出展していて、そちらでもバーベキューを提供したことがある。

お汁粉
先代店主が、思い付きで始めた正月限定のサービスメニュー。エルフのセレナがとても気に入り、年に1度だけこのお汁粉目当てに数十年来店を続けているため、やめるにやめられなくなった特別料理。正月はこのほかにも、磯辺餅、きな粉餅、納豆餅なども注文することができる。

結婚式
アニメ版オリジナル。2期11話においてシャリーフがアーデルハイトにプロポーズして受け入れられ、晴れて結婚した事に、2人を引き合わせてくれた「ねこや」への感謝の気持ちを込めて店長にお願いした。結婚式当日はこの事を聞きつけた常連客が「ねこや」を訪れ、ビュッフェ形式の料理を堪能し、フライングパピー特注のウエディングケーキでケーキカットした後に来客全員に振る舞われた。

### 異世界
7日に1度「ねこや」の扉が現れる世界。本作品では全て同一の異世界とつながり、両世界で時間の流れる速さも同じ。
本作品に登場する異世界には、人間以外に、エルフやドワーフ、魔族や魔獣など、様々な種族が生活し、魔法が存在する。海を隔てて、ヨーロッパ風の「東大陸」、アジア風の「西大陸」、それらと交流のない「南大陸」に分けられて、それぞれ独自の文化を持つ。1か月や1年の概念はあるが1週間の概念がないため、常連客は「ねこや」の扉が現れる日を「ドヨウの日」と呼んでいる。
通貨は貨幣が用いられ、貨幣1枚の価値は発行する国によって異なるが、「ねこや」ではその区別はせず、銅貨を100円、銀貨を1000円、金貨を10万円で計算している。異世界では、最も豊かと言われている王都の場合で、銀貨10枚の価値は、若い女1人なら1か月なんとか暮らせるのではないか、という額になる
北の大陸と南の大陸では星の見え方が異なり、どちらの大陸でも基本的に四季の移り変わりはあり、太陽は東から昇り、北の大陸では南中し、西に沈む。

#### 言語
言語は「東大陸語」が広く使われており、「ねこや」の特別営業用のメニューも東大陸語で書かれている。西大陸、南大陸でもそれぞれ別の言語が使われていて、エルフやドワーフも独自の文字を持つ。「東大陸語」は元々はエルフが使っていた言語から発生した言語だと考えられている。アニメ版では、東大陸語は片仮名を左に90度回転させたような形をした文字をしていて、日本語として読むことができる。
「ねこや」では、会話は扉についている魔法の鈴によって意思疎通されるため、異世界の言葉がわからない店主でも問題なく接客することができる。メニューは、料理はアルトリウス（ロースカツ）が、デザートはヴィクトリア（プリンアラモード）が書いており、メニューに料理が追加される時は実際に食べて説明を書き加えている。

#### 大陸
東大陸、西大陸、南大陸の3つが存在し、東西の大陸の間は大陸海と呼ばれる海で隔てられている。東西大陸の南には竜神海（南大陸では青き神の海）と呼ばれる海が広がっている。
東大陸
古い時代に、王国として統一された歴史を持つ。大国として王国、帝国、公国、小国として妖精の住む花の国、エルフの住む森都などがある。どこまでも平原と森が続き、南部には沼地が広がり、リザードマンが住んでいる。人間の文化はヨーロッパ風、人種は白人系。主食はパンがメインだが、帝国では初代皇帝ヴィルヘイムが「ねこや」から持ち帰ったダンシャクの実が急速に普及してパンと並ぶ主食となりつつあり、王国ではパスタも主食となっている。

西大陸
独自の言語と文化を持った国々が存在し、過去に一度も統一国家が成立したことがない。日本風の文化を持ち、お互いに仲が悪い海国と山国、中東アジア風の文化を持ち、国土の大半が砂に覆われた砂の国、そのほか小国がある。人種はアジア系で、米を主食としている。南方ではサトウキビやバナナが採れ、サトウキビから精製された砂糖は東大陸にも出荷されている。トガラン（唐辛子）など、西大陸で採れる香辛料は東大陸では珍重されている。

南大陸
東大陸や西大陸とは季節が逆で、両大陸とは交流のない大陸。かつて『七色の覇王』の戦いが行われた地であり、今でも6柱の竜を神として厚く信仰している。北の両大陸ではまともに言葉の通じない蛮族であるラミアやマーメイドといった亜人も、ここでは知性ある生き物として暮らしており、そうした魔物も6柱の神への信仰心を人間らと変わらず持っている。人種はネイティブアメリカン系で、トウモロコシとクマーラ（サツマイモ）が主食。北の大陸と同様、貨幣経済を持つ。
かつて北のエルフにより侵略を受けたことがあり、今でもエルフのことを「耳長き侵略者」と呼ぶ。魔術はエルフの技術であるため、種族が生来持っている場合を除くと、南大陸に住む者には使い手が極めて少ない。
「ねこや」の扉については、出現する数が北の両大陸に比べると少ない模様で、通ってくる常連も高位の神官が大部分を占めている。

#### 国
王国
東大陸で最も栄えている国で、魔法も発達している。その王都も、東大陸で最も豊かな都と呼ばれている。
古王国末期に『狂王』の引き起こした混乱に対抗するために辺境の有力諸侯が寄り集まって成立した国であるため、王国成立以前からの長い歴史を持つ国内の諸侯たちに対する王の発言力が弱く、他国の動きに素早く対応することが難しいという脆さを持つ。
主な常連は、サラ・ゴールド（メンチカツ2世）、アルトリウス（ロースカツ）、シリウス・アルフェイド（ナポリタン）。アレッタが住んでいる国でもある。

帝国
東大陸に覇を唱える大帝国。国土は内陸から広がり、その版図には港町も有し海とも接している。帝都は、ヴィルヘイム（コロッケ）の頃に栄え始めた都で、東大陸の中央かつ北方に位置し、北部に雪山を抱える。
ダンシャクの実（ジャガイモ）が名物となっており、ダンシャクの実によって東大陸の雄にまでのし上がったと言われる。
ヴィルヘイムがダンシャクの実をもたらすまでは貧しい国であったため、今でも金持ちはまだまだ少ない。質実剛健を旨として贅沢を慎むことが多い国であり、食べ物への考え方もその影響下にある。
主な常連は、アーデルハイド（チョコレートパフェ）。

帝国（旧帝国）
王国と公国には及ばないものの、それなりに栄えた国だった。
邪神戦争末期に旧帝都近辺が最前線となり、魔族に襲われて滅ぼされた。

魔都
邪神戦争後の世界で唯一の魔族の都。元々は旧帝国の帝都。帝国の庇護下で「魔王」が領主として治めており、魔族でも安心して暮らすことができ、現在は帝国で2番目の大都市になっている。
闘技場があり、剣闘士のライオネル（カツ丼）が「ねこや」の常連。

公国（サマナーク公国）
古王国の流れを汲み、東大陸では最も歴史があり、かつ東大陸でも屈指の魔法大国。サマナーク家の公王が治める。
交易を国家事業としているため、商人が強い王国や、基礎国力が違う帝国よりもその分野で劣っている。
港町では海鮮を食べることができるが、腐りやすく輸送が困難なため、港町でしか食べられない。
主な常連は、ハインリヒ・ゼーレマン（エビフライ）、アルフォンス・フリューゲル（カレーライス）、ヴィクトリア・サマナーク（プリンアラモード）。

花の国
東大陸の原野にある、フェアリーたちの小さな国。長となる王（女王）は、男女の別なく魔力に優れた者から選ばれる。
邪神戦争の際は、両陣営にとって相手の支配地域への橋頭保となる要地に位置したため、人間と魔族の双方から侵攻を受けるが、フェアリーたちが強力な魔力を用いてそのどちらも壊滅させ撃退している。
女王ティアナ・シルバリオ16世と花の国の国民の一団が「ねこや」を毎週訪れている。

山国
西大陸に存在し、国の大半は山に覆われている。
山に住む鬼や魔物を相手にする必要があるため、武を尊ぶ気風が強く、魔法を用いる陰陽師もいるが、実権は武人である侍衆が握っている。海国とは、価値観の違い、国力がほぼ互角、国境を接するなどの条件が積み重なっているため、お互いに仲が悪い。
同じ西大陸でも、サトウキビを栽培している砂の国や、砂糖を交易で扱っている海の国と異なり、砂糖は貴重品として扱われている。
出身者は箸を使って食事することができる。
主な常連は、ソウエモン（お好み焼き）、ユート（ポークジンジャー）、タツジとオトラ夫婦（ローストチキン）。

海国
西大陸の東端に位置し、大陸の沿岸部にある都と、大陸海に浮かぶ無数の島々から構成されている。王が治め、文官が国を動かしている。
島々で採れるものを交換するために古くから航海術が発達し、現在は安全な海の旅を行うために学問と陰陽術にも力を注いでおり、邪神戦争後は東大陸との交易で栄えている。
特有の調味料として魚を発酵させて作った魚醤があり、国内ではそれなりに出回っている。
出身者は箸を使って食事することができる。
主な常連は、ドウシュン（お好み焼き）とフェイリー（カルビ丼）。

砂の国
西大陸の南部にある砂漠の国。国土は東西大陸にあるどの国よりも広いものの、その大半を砂漠が占めているため、人々は点在するオアシスに住んでいる。国力もそれほど高くはなく、「西大陸では有力な国」という程度にとどまる。
過酷な環境に適応するため、魔法が発達しており、魔術師は数だけなら他国の倍以上おり、文字が読めなくても簡単な魔法なら1つや2つは詠唱を丸暗記しているという庶民も多い。その気候のため、国民は手や足の出ないゆったりとした独特の服をまとっている。
コーヒーに似た「カッファ」という伝統的な飲み物があり、最近考案された、魔法を使って冷やして飲む飲み方（冷やしカッファ）も爆発的に普及して一般的になっている。東大陸の国々とは異なり、砂糖は庶民でも手に入る価格で売られている。
主な常連は、シャリーフ（コーヒーフロート）とラナー（クリームソーダ）の兄妹。

森都
現在も残るエルフたち唯一の都で、かつ国。東大陸の大樹海の中心部にあり、高位の魔術師でなければ近づくことも都に入ることもできない。
『七色の覇王』が争った後、唯一残った森にエルフが集まったことを起源とする。中心には巨木がそびえるが、『七色の覇王』の『金』と『赤の女王』のブレスにより焼け崩れている。
大樹海は東大陸最大の獣人の縄張りでもあり、エルフと獣人は不干渉の共存をしているが、人間からは「魔の森」として恐れられている。
主な常連は、クリスティアン（納豆スパ）。

青の神の国
竜神海（青き神の海）の底にある国で、『青き帝王』を王として、その信徒である人魚たちが住む。
『青き帝王』は秩序を重んじるため、断りもなく竜神海に侵入してきた船には、クラーケンなどの強力な海の魔物を差し向けて沈没させてしまうため、北の両大陸と南大陸の行き来は事実上、不可能で、お互いの存在も知られていない。
青の神の国の出身者では、カミラ（フルーツゼリー）とアルテ（ハンバーグ）が「ねこや」の常連となっている。

古王国
500年ほど前に滅びた国。人間にとって最初の国で、東大陸の全土を支配下におき、エルフの魔術具を操り、現在のどの国よりも栄えていた。
死を超越することを目論んだハーフエルフの王（『狂王』）が魔霊（リッチ）と化し、都の住人全てを殺してアンデッドとしたことを原因として、崩壊した。かつての都には、そこで死ねば必ずアンデッドとなる呪いがかけられていて、現在では「死の都」と呼ばれ、アンデッドの巣窟と化している。
現在残る国では、公国が古王国の流れを汲んでおり、古王国の最後の国王が、王太子に与えた公国領を始まりとしている。

#### 種族
本作の異世界では、エルフ、ドワーフなど、20世紀の『指輪物語』以降のファンタジー作品で定着している定番に概ね準拠した種族が登場している。そのため、食事や作品世界での立ち位置に関わる部分以外では、各種族の特徴（外見など）について暗黙の了解として作品中での説明は少なめになっている。「種族」とは異なるが、6柱の竜の「眷属」についても、便宜上、この項目で説明している。

人間
現在、北の両大陸を支配している種族で、数も多い。人型をした他の種族に比べると寿命は短めで、100年生きれば驚異的な長生きとみなされる。
味覚は日本人のそれと大きなズレはないものの、ややズレがあるため、店主はトマス・アルフェイドから買い取った食材で味付けの研究をしている。

エルフ
1000年に及ぶ長い寿命を持ち、非常に魔法に長けた種族。外見は人型で、体格は人間とほぼ同じだが、耳が長いことと、美しい容姿をしていることに特徴があり、物言いは率直で無遠慮。
肉体的な成長は人間と同様に早いものの、精神の成長は遅く、生まれてから片言で話せるようになるまで10年ほどかかり、成熟するまで100年ほどかかる。魔術に関しては50歳に満たぬ子供でも人間の優秀な魔術師程度のものは使いこなすが、エルフの中では、500歳に満たぬ者は子供や若者とされる。長い年月の間、若さを保ち、外見から年齢が判別できないため、エルフ同士では相手の魔力を察知することで年齢を判断している。
6柱の竜が去った後の世界ではエルフが最大の支配的勢力となって繁栄を極め、南の大陸や異世界にも侵攻していたが、1000年ほど前に疫病によって数を大きく減らしたことで急速に衰退し、以後は緑が豊富な森にいくつかの小さな集落を作って暮らしている。
動物から得られる食べ物（肉、魚、乳、卵）は、たとえそれが隠し味程度に使われたものであっても食べられない。「ねこや」の付け合わせのパンはミルクとバターが練り込まれたバターロールであるため、エルフたちは主食には米かパスタを選んでいる。
他の種族と異なり、純粋なエルフは『七色の覇王』のいずれかを神として信仰するということがないため、ハーフエルフは除いて、エルフの登場人物でいずれかの神を信仰している登場人物はいない。
エルフを快く思っていない『赤の女王』は彼らのことを「耳長」と総称し、かつてエルフによる侵攻を受けた南大陸の神官たちの多くもエルフのことを「耳長き侵略者」と呼んで毛嫌いしている。
海国では、「森賢人」という呼称が使われている。

ハーフエルフ
人間とエルフの混血、ハーフエルフ同士の子、もしくは取り替え子（下記）で生まれてきた、エルフと人間の両方の特性を持つ者たち。生まれつき人間より強い魔力を持ち、通常は200年、長い者で300年ほどの寿命を持ち、100歳くらいまでは人間の10代半ばの若さを保ち続ける。10代半ばに達するまでの成長速度は人間と変わらないものの、魔力や寿命が異なるため、人間社会に溶け込むことは難しい。
冒険者や傭兵となったハーフエルフの中には、長い寿命を剣や弓といった武芸の鍛錬に費やすことで、老練の技と若者の力を兼ね備えた、類いまれな戦士となるものが現れることがある。
また、魔術師ギルドや教団などでは、知識や技術を受け継いでいくためにその長命さを重宝してハーフエルフをしばしば用いている（ただし、『狂王』の例があるため、ハーフエルフに高位の役目を与えることは避けられている）。
純粋なエルフとは異なり、動物から得た食べ物も特に問題なく食べることができる者と、純粋なエルフ同様、食べない者がいる。

取り替え子（チェンジリング）
異世界では、人間同士もしくはエルフ同士が交わったにもかかわらずハーフエルフが生まれてきたり、ハーフエルフ同士から純血のエルフや人間が生まれてきたりすることがある。これを「取り替え子」と呼び、特に、ハーフエルフ同士が交わった場合に発生する確率が高いとされる。
こうしたことが起きる原因について、数千年の間に混ざり込んだエルフなどの血が強く出た結果という説もあるが、真相は謎となっている。
人間からハーフエルフの子が生まれた場合、その子供は高い魔力とエルフの美しい容姿と長寿を生まれつき持つが、社会的な事情から、神殿などに預けられ生涯を神事に捧げる者が多く、ハーフエルフ同士から誕生したエルフも、成長の遅さから村を追われてしまうことが多い。一方、ハーフエルフから人間が生まれた場合、成長速度は変わらないため、さほど問題にはならない。
その伝統の長さのためか、公国では比較的「取り替え子」が発生しやすい。

ハーフリング
成人しても人間の子供に見える裸足の小人。好奇心旺盛で落ち着きが無いという種族特性から、定住せず常に旅を続けていて、旅の知識が豊富で、手先が器用という特徴がある。
吟遊詩人の歌、大道芸、盗賊の技といった、旅の合間に生活の糧を得られるような技術が一族ごとに伝えられていて、各人が何かしらひとつの技能を備えている。
旅の知識のひとつとして、種族内で「ねこやの扉の出現場所をまとめた地図」の情報を共有している。「オードブル街道」の両端の扉のように他種族に絶対に教えないよう決めている扉もあるが、近くの扉ひとつであれば、他種族にも情報を教えることがある。
食い意地が張っていることに加えて、「ねこや」を訪れた際は「所持金があるだけ使って料理を食べる」ことから、特に複数のハーフリングが来店すると「ねこや」の特別営業はとても忙しくなる。また、貯蓄の習慣を持たない種族であるため、所持金は少なく、腹を満たすためにおかわり自由のパン、ライス、味噌汁をひたすら食べ、複数のハーフリングが来店すると、それらを食いつくすことがある。
ハーフリングは「ねこや」によく来店するものの、同じ場所に3日と留まらない種族であるため、毎週訪れるような常連がいない。

ドワーフ
背が低く、職人仕事に長け、戦いにおいては血の気が多い種族であると他の種族からはみなされている。
頑丈な歯と顎、強靭な胃袋を持ち、酒好きの酒豪でかつ大食漢。
登場人物はいずれも老人口調で話す。

リリパット
人間の手のひらに乗るサイズの種族。
北の大陸のリリパットは、基本的にリリパット以外との関わりは持たず、自分たちの村で完結した社会を築いて生活している。
南の大陸のリリパットは、他種族に負けない強さを得るために信仰に熱心に励むものが多く、竜の翼を得た者はそれを操ることに長け、全身を竜と化すことができる高位の神官となった者は、他種族の大神官と同様、その姿を巨大な竜とすることもできる。
体のサイズが小さいため、「ねこや」の扉を開けることにかかる労力が大きい。
体の小ささの通り、食べる量も少ない。

フェアリー
人間の手のひらに乗るほどの小さい体と、自在に宙を舞うことを可能とする蝶の翅を持つ種族。
体こそ小さく、普段は温厚であるものの、エルフに匹敵する強力な魔力を持ち、戦においては強力な魔術を行使し、ゴーレムを使役して勇敢に戦うため、戦いにおける強さは小さくない。
花の国の住人が「ねこや」の扉を開ける際は、リリパットと異なり、ゴーレムを使役して開けさせている。
食べ物を加工して食べるという習慣がなく、果実や花の蜜を主食としてそのまま食べる。

リザードマン
トカゲと人間の中間の姿をした、魔物の一種。屈強な体を持ち、水系統の独特な魔法を使うことができる。寿命は短く、20年生きれば相当な長生きとされる。
沼地の大トカゲやワニ、鳥、魚などを主食としている。

セイレーン
背中に鳥の翼を生やし、鳥のような足を持つ海で暮らす種族で、魔物の一種。空を飛ぶのに適した華奢な体をしているため、男女の差異に乏しく、人間からは少女のように見える。
北の大陸に住む者たちも人間と積極的に敵対することはないものの、その歌声には人間を魅了する魔力があることは知られていて、海で溺れた人間を食らうという迷信が流布しているため、人間からは恐れられている。
南の大陸では、空を飛ぶ特性のためか、金の神に仕える者が多い。
火を通さない、新鮮な生魚を好物としている。

ラミア
人間の女性の上半身と、蛇の姿をした下半身を持つ女性だけの種族。ただの娘であっても人間より強い。
男が生まれない種族であるため、繁殖のために人間など他種族の男と交わって、卵で子供を産むという独特の特徴を持つ。北の大陸のラミアは繁殖のために男をさらっていくことで危険視されているため、絶滅の危機にあり、他方、南の大陸のラミアは男と親しく接することで、そうした危機を回避している。

鬼 / 悪鬼（オーガ）
人間の倍、ドワーフの3倍の背丈がある巨躯で、強靭な体と剛力を誇る種族。
北の大陸では、西大陸の山国に住んでいて、食物を奪う、人を食う、田畑を荒らすなどして人間を脅かすため、討伐の対象となることがある。鬼と人間の混血児は、鬼からは「角無し（つのなし）」、人間からは「鬼子（おにこ）」と呼ばれ、鬼に匹敵する剛力を持つ。

ゴブリン
北の大陸のゴブリンは知性のない魔物で、巣に財宝をため込む習性があるものの、貨幣や装飾品の価値はわかっていない。南大陸では、人間のように知性のあるゴブリンがいると語られているが、現時点では、作品中に登場していない。

人魚（マーメイド）
上半身は人間の姿、下半身は魚の姿をした種族。
北の海の人魚は『青き帝王』（水の神）に対する信仰を持たず、人間とも交流しないが、南の海の人魚は『青き帝王』（青の神）への信仰を持ち、人間とも交流をするという違いがある。
魚が主食。

吸血鬼（黒の眷属）
『黒』の眷属。永遠の命を持ち、生殖能力を持たない。『白』の象徴である太陽の光を厭うため、日中に行動が制限され、『黒』の象徴である月がある夜に活性化する。
かつて『万色の混沌』との戦いで『黒』が流した血を浴びてその眷属となった者たちを始祖としていて、他の5柱の竜の眷属とは異なり、（近しい種族の者に自身の血を分け与えることで）眷属が眷属を増やすことができるため、現在も一定数がいる。
南の大陸では、黒の神に仕える神官の中で有望と認められた者が血を分け与えられて眷属となり、従って全員が黒の神に仕える聖職者で、通常は黒の神の都に住んでいる。北の両大陸の吸血鬼は、神官がなるという性質のものではないため、闇の神への信心を持っておらず、自らのことは「吸血鬼」（ヴァンパイア）と呼んでいる。
どんな暗闇でも見通せる目をはじめ、人間をはるかに超える知覚能力を持ち、自らを無数の蝙蝠に変化させて空を飛ぶこともできるものの、太陽の下ではろくに戦えないという致命的な欠点があるため、純粋な戦いの力では他の竜の眷属からは一歩劣るとされている。
吸血鬼になるとガレオ（ニンニク）が天敵となるため、食事に際してはガレオ抜きを頼む必要がある。

『白の子』
『白』の眷属。『白』が100年に1度降臨し、自身の血の一滴を人間の赤子に与えることで、自身の力を分け与えた存在。他の眷属とは異なり、常人と同じ寿命しか持たないが、その代わりに『白の子』は自らを竜に変える大神官すら大きく超えた力を持ち、現世において最強の眷属とされている。
南大陸の白の神に仕える者たちの間では、信徒を導く存在として敬われているが、6柱の竜の1柱のクロ（『黒』）からは、『白』が飼っている愛玩用の生き物として認識されている。
代替わりするので、現在の『白の子』については#白の子を参照のこと。

魔族
『万色の混沌』（魔族の神、邪神）の眷属。『七色の覇王』の戦いに際して『万色の混沌』の血を浴びた者たちを始祖とする。『万色の混沌』の加護により力（魔力）と肉体を得ている。6柱の竜の眷属の大部分のように永遠の命を持つのかは不明だが、魔王の一人のアルティーナは病死するまで300年以上生きている。
『万色の混沌』の加護を受けている証として、外見と能力になんらかの「人ならざる部分」が宿るという特徴がある。魔族の強さは、『万色の混沌』から受ける加護の強さによって決まり、エルフを超える魔力を持つ者や、ライオネルのように獅子の頭部と強靭な肉体を持って生まれてくるような者がいる一方で、アレッタのように外見も能力も人間とほとんど変わらない者もいて、様々である。親が片方でも魔族であれば、子供も魔族として生まれてくるが、『万色の混沌』の加護の強さ（弱さ）は血統によって遺伝したりはしないため、血筋は気にされない。性別や年齢も関係なく、アルティーナのように300歳を超えても魔王として一軍を率いた女の魔族の例もある。
かつては一大勢力を築いていたが、人と数百年間に渡って争った邪神戦争（後述）の末、『万色の混沌』を滅ぼされたことでその加護も大幅に弱まり、以降に生まれた魔族の力は人間のそれと変わらない程度にまで弱体化している。
東大陸では、かつて種族間で敵対していたことから、人間からは迫害を受けていて、すぐに命を奪われるということはないまでも、肩身の狭い思いをしている。王国では扱いが悪い一方、帝国ではその政策もあって比較的寛容な扱いを受けているといった、国ごとの違いもあり、帝国の政策が他国にも影響し、現在では以前に比べて穏当な扱いを受けるように変化しつつある。南大陸では、『万色の混沌』を奉じる邪教徒ということで、出会ったら即座に殺すべき存在とされているが、「ねこや」の常連の神官たちは騒動を起こすことを慎んだり、クロに妨害されたりするため、おとなしくしている。
食べ物の好みや食習慣については種族としての特徴が特に描写されておらず、登場人物ごとに個人差が大きい。

魔王
魔族の中でも『万色の混沌』から加護を特に厚く得た者たちで、一体一体が人間相手の戦では一騎当千の力を持つ。自ら名乗って、実力でそれを他者に認めさせる必要がある称号であるため、邪神戦争の頃には「魔王」と認められることなく果てた「自称“魔王”」も多数いた。
邪神戦争の時点では、指導的立場に立つ魔王が複数名いたが、四英雄によってことごとく討伐され、終戦時に生き残っていたのはアルティーナのみだった。「ねこや」常連のライオネルも、生まれたのがもっと早ければ、魔王として認められていた可能性があったと言われている。
戦後、アルティーナが帝国に下ってからは意味合いが変化し、力を示して他者に認めさせるものではなく、血統によって相続される地位となっている。

#### 食習慣
信仰を持つ者は、食前の祈りと感謝の言葉を自らの神（『七色の覇王』のいずれか）に捧げる習慣がある。
牛は基本的に農耕用か搾乳用で、食用として育てているのは東大陸の大国で王侯貴族向けの例があるのみで、祭などの際に老いた牛を丸焼きにしたりすることはあるものの、ふだんの食事で食べることは一般的ではない。そのため、「ねこや」でもビーフシチューとビフテキを頼む客は少ない。
魚などの海産物は、種類によっては保存の魔法をかけて内陸部まで運ぶことができるが、シュライプ（エビ）のように基本的に港町でしか食べられないものもある。魚は生で食べてはいけないとしている地域もあれば、火を通していない魚料理でも食べる者もいるが、セイレーンのように生魚を食べることをもっぱらとしている種族以外は、食べる際に何らかの抵抗感を示している。
東大陸では砂糖が貴重で、菓子は砂糖をふんだんに使えば使うほど美味であるとされている。同じく、香辛料も東大陸では珍重されている。
酒は、ビールに似た「麦酒」（エール）などがある。ワインに近い「葡萄酒」は水で割らないと美味にならず、ウイスキーに似た「火酒」というドワーフ製の酒は強すぎ、味がしないためドワーフ以外にはあまり人気がないといった、難点がそれぞれ語られている。
発酵食品は、乳製品から作ったチーズ、ヨーグルト、魚から作った魚醤は地域によっては存在することが語られているが、納豆や味噌などの豆を発酵させて作る食品は異世界には存在しない模様で、エルフのファルダニアやクリスティアンが製法を研究している。
料理にあたっては、煮る、焼くという調理法が主流で、炒めるということは、海の国ではよくあるものの、東大陸では一般的ではない。蒸し料理もあまり存在しない。
作品中では触れられていないが、調理の際の魔術利用について、たとえば竈の火力調整は魔術を使えばできるが、そこまでやる魔術師はほぼおらず、薪を使った竈が主流となっている。

##### 「ねこや」に由来する食べ物と飲み物
（ジャガイモ以外は）いずれも不完全ながら再現を試みてみたというレベルのものだが、異世界では人気を博している。
騎士のソース（ベシャメルソース）、ほか
トマス・アルフェイドが「ねこや」で味わった料理から推測してパスタソースを再現して、それまで麺を売っていたアルフェイド商会の新商品として売り出したもの。牛乳と小麦粉を使ってベシャメルソース（ホワイトソース）を再現したものは、それを食した当時の王太子（現国王）が感動のあまりにソースに騎士の称号を与えたことから、「騎士のソース」と呼ばれている。派生品として、ピッケとパッケが騎士のソースをシチューに使った「騎士のシチュー」（クリームシチュー）がある。
ベシャメルソース以外にも、いくつかのパスタソースを再現しているが、トマスの最終目標は自分が最も好物としているミートソースの再現だった。

ダンシャクの実（ジャガイモ）
ヴィルヘイムが入手した男爵薯を帝国内で増やしたもの。荒地であっても育つため、帝国中に開拓村が作られて増産され、帝国の国力増大に大きく寄与した。
帝国では大地の神がヴィルヘイムに授けたものと考えられ、大地の神の神殿では神聖な食べ物として敬われている
コロッケ、フライドポテト、ポテトチップスといったジャガイモ料理も帝国には伝わっている。
先代店主も現店主も、料理や酒以外の食材やレシピを異世界に提供することはしない。しかし2代目店主がまだ子供で、異世界食堂の存在を知らなかった頃、土曜の閉店日だと思ってやってきた「ねこや」でヴィルヘイムと出会い、ちょうどその時ポテトチップを作ってもらおうと持参していた男爵いもを金貨と交換してしまう。これにより、異世界にダンシャクが渡り大きく世界が変わることとなった。ちなみに、2代目店主はその出来事を覚えていないような描写がある。

悪魔のケーキ（ラムレーズン入りのブランデーケーキ）
セレスティーヌが、フライングパピーからお得意様用の感謝の品としてもらったブランデーケーキの再現を試みて、3人の弟子たちの協力と、10年の歳月の末に完成させたもの。

冷やしカッファ（アイスコーヒー）
シャリーフが再現したもので、砂の国の伝統的飲料のカッファ（ホットコーヒー）に砂糖を混ぜ、魔術で冷やした飲み物。冷やす際は急激な温度低下で割れないよう銅製の壺を容器とし、陶器の器に移して飲む。それまでカッファは冷めると酸味が出て不味くなるという特徴から熱い内に飲むという常識を覆し、急速冷却させる事で酸味を出さないまま風味を味わう事が出来る上に、暑い時に飲むと一層美味になる事と、砂糖入りのカッファは元々普及しており、それが冷やしカッファにはうってつけであり、砂の国には魔術師が大勢いるという背景があったため爆発的に普及し、5年足らずで砂の国では一般的な飲み物となった。

ギレムの新しい火酒（ウイスキー）
ギレムが再現したもの。従来の火酒より格段に味が良いため、それまでドワーフの強すぎる火酒は避けていた人間も買って飲むようになったが、作られた酒のほとんどはドワーフが消費してしまうため、ドワーフの街の外では高値で取引されている。酒好きのギレムが自分でもある程度納得できる出来に仕上げただけあり、同じく酒好きの人間のヨハンが「ねこや」でウイスキーを味わった後に飲んでも、「これはこれで美味」と感じられるくらいに良い味をしている。

エルフ豆のクリームシチュー（豆乳シチュー）
常連だったメリッサが客を引退する際に先代店主が餞別として振る舞った料理で、名前に反して「豆」が見えないクリームシチュー。秘密に気づいたメリッサが8年の研究の末に再現し、実家の宿屋でメニューに加えて人気となる。後にファルダニアもメリッサの宿屋に通って製法をつかんでいる。

ウメシュ（梅酒）
メイファンが再現して、10年ほど前から作っており、ドワーフの火酒に果物を漬け込み、砂糖を入れて甘くしたもの。現在では王国の王室でも飲まれている。

フルーツゼリー
カミラが再現したもので、まだ出来が不完全なため、引き続き「ねこや」に通う資金にするため製法を街の商売人たちに売っている。不完全な品だが、帝国の港町で売られてちょっとした名物となっている。

##### 2つの世界で存在する似た食べ物と飲み物
「ねこや」のある世界と異世界の両方にある似たような食べ物。背景が語られているマルメット（トマト）やカッファ（コーヒー）以外にも、トガラン（唐辛子）やオラニエ（タマネギ）のように2つの世界で同種の物を別名で呼ぶ食品が作品中に複数登場する。
トマス・アルフェイドとの取引で異世界の食材を食べている店主や、どちらの食材も見ているアレッタに言わせると、似た物として語られている食品でも、2つの世界では形や味に差異があり、「同じ食品で名前だけが違うもの」という扱いとなっているわけではない。（以下異世界名の50音順）
アザル（リンゴ）
異世界でも自生する。果物として食されるだけではなく、ジュースに加工されることもある。

エルフ豆（大豆）
豆そのものは古くからエルフには伝わっていたようだが、豆乳にしたり、さらに加工して豆腐を作るような調理法は存在しなかった。先代店主の計らいや、ファルダニア、メリッサやクリスティアンの努力により、異世界でも徐々にその可能性が広がってきた。

オラニエ（タマネギ）
「ねこや」では様々な料理に使われるが、異世界の住人もそれをオラニエとして認識し、抵抗なく食していることから、あちらの世界でも普通に食材として使われているものとおもわれる。皮を剥いても白色ではない描写もある。

カッファ（コーヒー）
砂の国の伝統的かつ人気のある飲み物として登場。カッファの種（豆）を挽いて粉にしたものを布袋に入れ、その布袋を銅壺に入れ、湯で溶かすという製法で作られている。カッファは砂の国の近隣で栽培されているため、砂の国では一般的だが、王国や帝国ではあまり知られていないという描写が当初はされており、作品中で砂の国と帝国の交易が進展するにつれて帝国国内での描写が増えていくという演出にも用いられている。
飲み方の応用として、シャリーフが砂の国に広めた冷やしカッファ（上述）のほか、帝国のアーデルハイドも砂の国のカッファの豆が届くようになってからは離宮でカフェオレを作って飲んでいる。

カリュート（ニンジン）
オラニエ（タマネギ）同様、異世界においてもよく使われる食材。にんじんの臭みに言及はないものの、異世界においてもやはり子供には不人気な描写がある。また、尖っていないと描写される。

ガレオ（ニンニク）
異世界においても、肉の臭みを消すために利用されており、さらには吸血鬼が苦手とするところも、こちらの世界と同じである。

クマーラ（サツマイモ)
南大陸で作られている芋類の植物で、育てやすく保存も効くため各地で栽培されているが、そのまま茹でたり焼いたりして食べるくらいしか考えられていなく、水気がなくボソボソした食感であまり人気がなく、主に保存食として用いられる。
東大陸ではセレナの友人のアルトルーデが約2000年前に南大陸を冒険していた時にクマーラを大層気に入り、後に山間部に建造した『菜園』に持ちこんで栽培しており、亡くなった後に放棄されているため、現在も自生している可能性がある。

クラーコ（イカ）
切り分けたイカを食した異世界人がクラーコだと判断することから、両者は同様の食材だと判断されるが、元のイカがどのような大きさや形なのかは不明。

シュライプ（エビ）
異世界では海沿いの地域では食されるものの、傷みやすいために広く流通することはない。

トガラン（唐辛子）
ガレオ（にんにく）や胡椒と同様に、香辛料として異世界でも使われているが、栽培地域が偏っているため、帝国や公国などでは輸入に頼ることとなる。高価ではあるが珍しいわけではなく、トガランが辛いということは、説明しなくても理解される。

マルメット（トマト）
東大陸の山間部の小国で作られていた赤い色をした野菜の実で、煮込んだ味は煮込んだトマトの味に似ている。10年ほど前に存在を知ったトマス・アルフェイドが、金を積んで農夫や学者を王国に招いて栽培のための研究を進めていた。
東大陸のマルメットは元々は大昔に古エルフが各地の植物を研究するために山間部に建造した『菜園』で栽培されていたもので、1000年前の『大病疫』によりエルフが放棄した菜園からアルベルトの先祖がそれを持ち帰り、その後は山間部に建国された小国内のみで細々と栽培され、その実を干したものが食べられていた。
アルフェイド商会の研究の結果、最近になってようやく王国内の畑から新鮮なものを安定して入手できる目途が立ち、トマスの目標であった「ミートソース」を新たに売り出せるようになった。トマスの孫のシリウスは、商会の次代を担う主力商品として、マルメットを使った新商品の開発に意欲を燃やしている。
王国ではアルフェイド商会以外にはほとんど知られていない食材だが、南大陸の人間はマルメットの存在とその味を知っている。

ミケーネ（ミカン）
異世界では南方で産出するが、傷みやすいために帝国ではあまり流通していない。

### 用語
邪神戦争
異世界で、人間と魔族との間で数百年間続いた戦い。約70年前に四英雄が終結に導いた。

四英雄

約70年前に異世界を滅ぼさんとしていた幾人の魔王と、魔王達が召喚した邪神を打ち斃して平和を取り戻した東大陸の4人の英雄。光の神殿の聖人レオナルドと、異世界一の賢者アルトリウス、ハーフエルフで生涯の大半を戦場で過ごし、剣一本で魔王達を打ち倒し、現在も傭兵として各地を旅している剣神アレクサンデル、そしてアルトリウスに匹敵する魔術とレオナルドに相反する「闇の女神」の加護を受け、アレクサンデルと互角に渡り合えるサムライソードの使い手でもある英雄ヨミの4人で、最後の戦いで、ヨミは邪神を道連れに命を落としたと異世界では語り継がれている。

冒険者
邪神戦争後に職にあぶれた傭兵たちの一部が始めた職業。魔物や盗賊の討伐、商人の護衛、事件の解決といった依頼を引き受けて報酬を得る者や、古い遺跡から財貨を持ち帰る者（トレジャーハンター）などがいる。

『七色の覇王』

『赤の女王』、『青き帝王』、『金』、『緑』、『白』、『黒』の6柱の竜に、魔族が神として信仰する『万色の混沌』を加えた総称で、北の大陸で用いられる呼び方。南大陸人にとっては、6柱の竜（偉大なる6柱の神）と『万色の混沌』を混同するのは、禁忌とされている。
人間などの他の種族とは次元の違う力を持った存在で、復活しかけた「邪神」（『万色の混沌』）を倒したヨミ、アルトリウス、アレクサンデルでさえも、『赤の女王』や『黒』を見た際に、自分たちでは手も足も出ない存在であることを、瞬時に悟っている。
6柱の竜は周囲の魔力を直接取り込んでエネルギーにできるため、食事をする必要はないが、『赤の女王』だけは食事するという行為を好む。
登場している『赤の女王』と『黒』には、過去の事柄を指す時に何年前かを1年単位で言う共通点がある。

眷属
6柱の竜の血を浴びた者や血を与えられた者は彼らの眷属となり、生殖能力は失ってしまうものの、永遠の命と強い力を得る。
発生条件から必然的に、6柱の竜たちと『万色の混沌』の戦いが終わり6柱の竜たちが姿を消した後に数が増えることはなく、眷属同士の戦いや、エルフらとの戦いによって数を減らし続け、現在では、海の底に住んでいる『青』の眷属、眷属が眷属を増やす能力がある『黒』の眷属（吸血鬼）、『白』が新たに生み出している『白の子』を残して、表舞台からは姿を消してしまっている。
『万物の混沌』の眷属、すなわち（北の大陸で言うところの）魔族については、親のどちらかが魔族であれば子も魔族となるため、現在も多数残っている（詳細は#魔族を参照）。

信徒
『七色の覇王』のいずれかを信仰する者。
南大陸では、6柱の竜のいずれかに仕える神官で修行を積んだ者は自身の体の一部、あるいは全てを竜に変化させる力を持つようになり、信仰を持つ種族も多様。特に獣人は、多様な動物種がいるため、強力な力を有する大神官を輩出した一族は周囲から一目置かれ、社会的地位にも影響を及ぼすことになる。また、竜の力は戦争にも用いられ、竜化して後方支援をし、時には敵陣営の大神官も竜化して戦う事もある。特に10年前の赤の大神官であるルシアと白の大神官であるカタリーナの戦闘は苛烈を極め、現在も草木も生えない荒野と化している。
一方、北の両大陸では、6柱の竜が擬人化されて信仰されているため、竜の姿や力を得る方法が伝わっておらず、高位の聖職者たちでも6柱の竜に由来する術は高度なものが使えても、竜に変化することはできないため、肉体の強さはそのままとなっている。また、北の大陸で神への信仰を持っている種族は、人間、ハーフエルフ、ドワーフなどに大きく限定されている。

古き竜の時代
エルフが一大勢力を築く前の時代。

『大病疫』
約1000年前にエルフを襲った病疫。異世界から持ち込まれた未知の病のため、エルフがその数を大きく減じ、20年でエルフ全体の半数が死亡した。この出来事により多くの知識と技術を失うこととなったエルフは衰退し、世界の支配者の座から滑り落ちた。

## 作風
客たちはすべて同一の「異世界」の住人であるため、客同士が「ねこや」での出会いを通じて自分たちの世界で新たな関係を築いていったり、異世界での事象がさまざまな客の視点から語られることで徐々に全貌を表していったりする演出が随所に用いられており、各話は独立したものとなっているが、個々の話がゆるやかにリンクしていくように物語が紡がれている。そのため、料理を軸としているもののそれだけに焦点を当てた作品とはなっていない。
基本的に作品本編のみで楽しめるように書かれているが、作品中で語られない設定（裏設定）があることが多く、Web版の新しい話が発表されるたび、著者が感想掲示板への読者の投稿に答えていた。
著者によれば、本作品のプロトタイプは食堂ではなく異世界（現代日本）のアイテム（商品）を売る道具屋（雑貨屋）というもので、連載を始めてからも「異世界食堂は実は『不思議な道具屋』モノを意識して書いてます。」と何度か述べている。

## 既刊一覧

### 小説
| 巻数 | タイトル     | 初版発行日（発売日）       | ISBN              |
| ---- | ------------ | -------------------------- | ----------------- |
| 1    | 異世界食堂 1 | 2015年3月31日（2月28日）   | 978-4-07-411329-3 |
| 2    | 異世界食堂 2 | 2015年8月31日（7月29日）   | 978-4-07-402158-1 |
| 3    | 異世界食堂 3 | 2016年10月31日（9月30日）  | 978-4-07-420009-2 |
| 4    | 異世界食堂 4 | 2017年7月31日（6月30日）   | 978-4-07-426242-7 |
| 5    | 異世界食堂 5 | 2019年3月31日（3月30日）   | 978-4-07-437234-8 |
| 6    | 異世界食堂 6 | 2021年10月31日（10月29日） | 978-4-07-449740-9 |

### 漫画
九月タカアキの作画で『ヤングガンガン』（スクウェア・エニックス）2016年23号より連載された。単行本全4巻。
原作者の犬塚惇平及び、キャラクター原案としてエナミカツミが著者名に併記されている。アレッタの登場が原作よりも早められており、第1話（実質的には第2話）から登場している。また、時系列が原作とは異なり、アニメ版と同じく「カレーライス」と「カレーライス再び」のエピソードが連続していたり、「ボテトチップス」に登場すべき人物が登場せず（ソフィとアデリア）に別のキャラクターと置き換わって、オリジナルな展開をしている。ソウエモンとドウシュンなど、本コミカライズで初めてビジュアル化されたキャラクターも多い。
アニメ第2期の制作決定に合わせ、『月刊少年エース』2021年6月号より、ヤミザワ・モロザワ作画の『異世界食堂 〜洋食のねこや〜』が連載されている。
| 巻数 | タイトル     | 初版発行日（発売日）  | ISBN              |
| ---- | ------------ | --------------------- | ----------------- |
| 1    | 異世界食堂 1 | 2017年6月24日（同日） | 978-4-7575-5391-0 |
| 2    | 異世界食堂 2 | 2017年9月25日（同日） | 978-4-7575-5485-6 |
| 3    | 異世界食堂 3 | 2018年7月25日（同日） | 978-4-7575-5765-9 |
| 4    | 異世界食堂 4 | 2019年6月25日（同日） | 978-4-7575-6081-9 |

| 巻数 | タイトル                      | 初版発行日（発売日）   | ISBN              |
| ---- | ----------------------------- | ---------------------- | ----------------- |
| 1    | 異世界食堂 〜洋食のねこや〜 1 | 2021年9月25日（同日）  | 978-4-04-111839-9 |
| 2    | 異世界食堂 〜洋食のねこや〜 2 | 2022年4月26日（同日）  | 978-4-04-112558-8 |
| 3    | 異世界食堂 〜洋食のねこや〜 3 | 2022年11月25日（同日） | 978-4-04-113176-3 |
| 4    | 異世界食堂 〜洋食のねこや〜 4 | 2023年3月25日（同日）  | 978-4-04-114251-6 |
| 5    | 異世界食堂 〜洋食のねこや〜 5 | 2023年10月26日（同日） | 978-4-04-113526-6 |
| 6    | 異世界食堂 〜洋食のねこや〜 6 | （2024年6月25日）      | 978-4-04-115050-4 |
| 7    | 異世界食堂 〜洋食のねこや〜 7 | （2024年12月25日）     | 978-4-04-115819-7 |
| 8    | 異世界食堂 〜洋食のねこや〜 8 | （2025年7月26日）      | 978-4-04-116406-8 |

## テレビアニメ
2016年9月にアニメ化企画進行中であることが、2017年4月にテレビアニメ化がそれぞれ発表され、2017年7月から9月までテレビ東京ほかにて第1期が放送された。
2021年4月に第2期『異世界食堂2』の制作が発表され、同年10月から12月まで同局ほかにて放送された。

### スタッフ
|                                                                                   | 第1期                                                     | 第2期                                                                            |
| --------------------------------------------------------------------------------- | --------------------------------------------------------- | -------------------------------------------------------------------------------- |
| 原作                                                                              | 犬塚惇平                                                  | 犬塚惇平                                                                         |
| 原作イラスト キャラクター原案                                                     | エナミカツミ                                              | エナミカツミ                                                                     |
| 監督 シリーズ構成・脚本                                                           | 神保昌登                                                  | 神保昌登                                                                         |
| キャラクターデザイン                                                              | 佐野隆雄、佐野恵一                                        | 東海林康和                                                                       |
| プロップデザイン                                                                  | 森木靖泰                                                  | 大河しのぶ                                                                       |
| 美術監督                                                                          | 片平真司                                                  | 加藤賢司                                                                         |
| 色彩設計                                                                          | 水本志保                                                  | 大関たつ枝                                                                       |
| 撮影監督                                                                          | 佐藤敦                                                    | 佐藤敦                                                                           |
| 編集                                                                              | 近藤勇二                                                  | 小守真由美                                                                       |
| 音響監督                                                                          | 土屋雅紀                                                  | 土屋雅紀                                                                         |
| 音楽                                                                              | 辻林美穂、TOMISIRO                                        | 辻林美穂、TOMISIRO                                                               |
| 音楽制作                                                                          | フライングドッグ                                          | フライングドッグ                                                                 |
| 音楽プロデューサー                                                                | 福田正夫、佐藤正和                                        | 福田正夫、佐藤正和                                                               |
| 音楽プロデューサー                                                                | N/A                                                       | 内田峻                                                                           |
| プロデューサー                                                                    | 黒須信彦、山内未來                                        | 黒須信彦、山内未來                                                               |
| プロデューサー                                                                    | 伊平崇耶、田中宏幸、加藤隆志 高原秀樹、福田正夫、石橋諒一 | 岡田昭彦、飯塚彩、吉田健人 釜秀樹、本橋修一、伊藤将生 宮城惣次、谷口葵、川端基夫 |
| アニメーション制作 プロデューサー（第1期） アニメーション プロデューサー（第2期） | 田部谷昌宏、鬼塚康介                                      | 吉岡大輔                                                                         |
| アニメーション制作                                                                | SILVER LINK.                                              | OLM Team Yoshioka                                                                |
| 製作                                                                              | 「異世界食堂」製作委員会                                  | 「異世界食堂2」製作委員会                                                        |

### 主題歌
「One In A Billion」
Wake Up, May'n!（Wake Up, Girls!×May'n）による第1期オープニングテーマ。作詞は藤林聖子、作曲は渡辺未来、編曲はR・O・N。
「ちいさなひとつぶ」
安野希世乃による第1期エンディングテーマ。作詞は西直紀、作曲はさかいゆう、編曲は河野伸。
「おんなじキモチ。」
安野希世乃による第2期オープニングテーマ。作詞・作曲・編曲はフワリ。
「冷めない魔法」
東山奈央による第2期エンディングテーマ。作詞・作曲はRIRIKO、編曲は中土智博。

### 評価
ソニー・インタラクティブエンタテインメントが公表する、2017年7月期のトルネ番付においてアニメ部門1位を獲得した。またNTTドコモのdアニメストアが実施した「2017夏アニメ人気投票」でも1位を獲得している。
「ニュータイプアニメアワード2016-2017」では作品賞（テレビ放送）で10位、監督賞で神保昌登が9位、脚本賞で神保昌登が8位、キャラクターデザイン賞で9位をそれぞれ獲得している。「すごーいーでしょー！アニメディア読者が選ぶ2017年アニメキャラ大賞」では「けなげだったで賞」でアレッタが2位を獲得している。
dアニメストアが実施した「あなたが選ぶdアニメストアアワード2017」では「オススメしたいアニメ部門」で3位、「世界観が良かったアニメ部門」で2位をそれぞれ獲得している。

### 各話リスト
| 話数   | サブタイトル                   | 絵コンテ          | 演出         | 作画監督                                                                         | 総作画監督                          | 初放送日       |       |       |       |       |       |       |       |       |       |       |       |       |       |       |       |       |       |       |
| 第1期  | 第1期                          | 第1期             | 第1期        | 第1期                                                                            | 第1期                               | 第1期          | 第1期 | 第1期 | 第1期 | 第1期 | 第1期 | 第1期 | 第1期 | 第1期 | 第1期 | 第1期 | 第1期 | 第1期 | 第1期 | 第1期 | 第1期 | 第1期 | 第1期 | 第1期 |
| ------ | ------------------------------ | ----------------- | ------------ | -------------------------------------------------------------------------------- | ----------------------------------- | -------------- | ----- | ----- | ----- | ----- | ----- | ----- | ----- | ----- | ----- | ----- | ----- | ----- | ----- | ----- | ----- | ----- | ----- | ----- |
| 第1話  | menu 1 ビーフシチュー          | 島津裕行          | 高村雄太     | 本田辰雄 八代きみこ 木下ゆうき 橋本真希 重松佐和子 川添亜希子 大槻南雄 へばらぎ  | 佐野隆雄 大塚舞                     | 2017年 7月4日  |       |       |       |       |       |       |       |       |       |       |       |       |       |       |       |       |       |       |
| 第1話  | menu 2 モーニング              | 島津裕行          | 高村雄太     | 本田辰雄 八代きみこ 木下ゆうき 橋本真希 重松佐和子 川添亜希子 大槻南雄 へばらぎ  | 佐野隆雄 大塚舞                     | 2017年 7月4日  |       |       |       |       |       |       |       |       |       |       |       |       |       |       |       |       |       |       |
| 第2話  | menu 3 メンチカツ              | こでらかつゆき    | 小柴純弥     | 細山正樹 本田辰雄 八代きみこ 金澤龍 岡田雅人                                     | 佐野隆雄 大塚舞 井本由紀            | 7月11日        |       |       |       |       |       |       |       |       |       |       |       |       |       |       |       |       |       |       |
| 第2話  | menu 4 エビフライ              | こでらかつゆき    | 小柴純弥     | 細山正樹 本田辰雄 八代きみこ 金澤龍 岡田雅人                                     | 佐野隆雄 大塚舞 井本由紀            | 7月11日        |       |       |       |       |       |       |       |       |       |       |       |       |       |       |       |       |       |       |
| 第3話  | menu 5 ミートソース            | 島津裕行          | 和泉志郎     | 向川原憲 林隆洋 簾畑由実 船越麻友美 中重俊祐                                     | 佐野隆雄 大塚舞                     | 7月18日        |       |       |       |       |       |       |       |       |       |       |       |       |       |       |       |       |       |       |
| 第3話  | menu 6 チョコレートパフェ      | 島津裕行          | 和泉志郎     | 向川原憲 林隆洋 簾畑由実 船越麻友美 中重俊祐                                     | 佐野隆雄 大塚舞                     | 7月18日        |       |       |       |       |       |       |       |       |       |       |       |       |       |       |       |       |       |       |
| 第4話  | menu 7 オムライス              | 渡部高志          | 福多潤       | 本田辰雄 八代きみこ 木下ゆうき 丸山修二 松浦里美 金澤龍 崔美子 大平剛生 大槻南雄 | 佐野隆雄 大塚舞 井本由紀            | 7月25日        |       |       |       |       |       |       |       |       |       |       |       |       |       |       |       |       |       |       |
| 第4話  | menu 8 トーフステーキ          | 渡部高志          | 福多潤       | 本田辰雄 八代きみこ 木下ゆうき 丸山修二 松浦里美 金澤龍 崔美子 大平剛生 大槻南雄 | 佐野隆雄 大塚舞 井本由紀            | 7月25日        |       |       |       |       |       |       |       |       |       |       |       |       |       |       |       |       |       |       |
| 第5話  | menu 9 カツ丼                  | 西田正義          | 田仲マイケル | 津熊健徳 皆川愛香利 服部憲知 島崎望                                              | 佐野隆雄 大塚舞 井本由紀            | 8月1日         |       |       |       |       |       |       |       |       |       |       |       |       |       |       |       |       |       |       |
| 第5話  | menu 10 プリンアラモード       | 西田正義          | 田仲マイケル | 津熊健徳 皆川愛香利 服部憲知 島崎望                                              | 佐野隆雄 大塚舞 井本由紀            | 8月1日         |       |       |       |       |       |       |       |       |       |       |       |       |       |       |       |       |       |       |
| 第6話  | menu 11 サンドイッチ           | 渡部高志          | 伊部勇志     | 川添亜希子 重松佐和子 木下ゆうき 橋本真希 原友樹                                 | 佐野隆雄 大塚舞                     | 8月8日         |       |       |       |       |       |       |       |       |       |       |       |       |       |       |       |       |       |       |
| 第6話  | menu 12 じゃがバター           | 渡部高志          | 伊部勇志     | 川添亜希子 重松佐和子 木下ゆうき 橋本真希 原友樹                                 | 佐野隆雄 大塚舞                     | 8月8日         |       |       |       |       |       |       |       |       |       |       |       |       |       |       |       |       |       |       |
| 第7話  | menu 13 カレーライス           | 二瓶勇一          | 高村雄太     | 竹森由加 本田辰雄 岡田雅人 水崎健太                                              | 佐野隆雄 大塚舞 井本由紀            | 8月15日        |       |       |       |       |       |       |       |       |       |       |       |       |       |       |       |       |       |       |
| 第7話  | menu 14 チキンカレー           | 二瓶勇一          | 高村雄太     | 竹森由加 本田辰雄 岡田雅人 水崎健太                                              | 佐野隆雄 大塚舞 井本由紀            | 8月15日        |       |       |       |       |       |       |       |       |       |       |       |       |       |       |       |       |       |       |
| 第8話  | menu 15 ハンバーグ             | こでらかつゆき    | 門田英彦     | 金澤龍 崔美子 細山正樹                                                           | 佐野隆雄 大塚舞 井本由紀            | 8月22日        |       |       |       |       |       |       |       |       |       |       |       |       |       |       |       |       |       |       |
| 第8話  | menu 16 クッキーアソート       | こでらかつゆき    | 門田英彦     | 金澤龍 崔美子 細山正樹                                                           | 佐野隆雄 大塚舞 井本由紀            | 8月22日        |       |       |       |       |       |       |       |       |       |       |       |       |       |       |       |       |       |       |
| 第9話  | menu 17 シーフードフライ       | 島津裕行          | 和泉志郎     | 向川原憲 林隆洋 中重俊祐 佐々木幸恵 木下ゆうき 井本由紀                          | 佐野隆雄 大塚舞 井本由紀            | 8月29日        |       |       |       |       |       |       |       |       |       |       |       |       |       |       |       |       |       |       |
| 第9話  | menu 18 クリームソーダ         | 島津裕行          | 和泉志郎     | 向川原憲 林隆洋 中重俊祐 佐々木幸恵 木下ゆうき 井本由紀                          | 佐野隆雄 大塚舞 井本由紀            | 8月29日        |       |       |       |       |       |       |       |       |       |       |       |       |       |       |       |       |       |       |
| 第10話 | menu 19 クレープ               | 西田正義          | 小柴純弥     | 竹森由加 金澤龍 岡田雅人                                                         | 佐野隆雄 大塚舞 井本由紀            | 9月5日         |       |       |       |       |       |       |       |       |       |       |       |       |       |       |       |       |       |       |
| 第10話 | menu 20 納豆スパ               | 西田正義          | 小柴純弥     | 竹森由加 金澤龍 岡田雅人                                                         | 佐野隆雄 大塚舞 井本由紀            | 9月5日         |       |       |       |       |       |       |       |       |       |       |       |       |       |       |       |       |       |       |
| 第11話 | menu 21 カルパッチョ           | 渡部高志          | 神保昌登     | 川添亜希子 重松佐和子 木下ゆうき 原友樹 橋本真希 崔美子                          | 佐野隆雄 大塚舞 井本由紀            | 9月12日        |       |       |       |       |       |       |       |       |       |       |       |       |       |       |       |       |       |       |
| 第11話 | menu 22 カレーパン             | 渡部高志          | 神保昌登     | 川添亜希子 重松佐和子 木下ゆうき 原友樹 橋本真希 崔美子                          | 佐野隆雄 大塚舞 井本由紀            | 9月12日        |       |       |       |       |       |       |       |       |       |       |       |       |       |       |       |       |       |       |
| 第12話 | menu 23 とん汁                 | 二瓶勇一          | 高村雄太     | 岡田雅人                                                                         | 佐野隆雄 大塚舞 井本由紀            | 9月19日        |       |       |       |       |       |       |       |       |       |       |       |       |       |       |       |       |       |       |
| 第12話 | menu 24 コロッケ               | 二瓶勇一          | 高村雄太     | 岡田雅人                                                                         | 佐野隆雄 大塚舞 井本由紀            | 9月19日        |       |       |       |       |       |       |       |       |       |       |       |       |       |       |       |       |       |       |
| 第2期  |                                |                   |              |                                                                                  |                                     |                |       |       |       |       |       |       |       |       |       |       |       |       |       |       |       |       |       |       |
| 第1話  | menu 1 チーズケーキ            | 新田典生          | 新田典生     | 河野仁美 桑原麻衣                                                                | 東海林康和                          | 2021年 10月2日 |       |       |       |       |       |       |       |       |       |       |       |       |       |       |       |       |       |       |
| 第1話  | menu 2 モーニング再び          | 新田典生          | 新田典生     | 河野仁美 桑原麻衣                                                                | 東海林康和                          | 2021年 10月2日 |       |       |       |       |       |       |       |       |       |       |       |       |       |       |       |       |       |       |
| 第2話  | menu 3 ビフテキ                | 志村錠児          | 沼山茉由     | 大野美葉 平良哲朗                                                                | 佐藤陵                              | 10月9日        |       |       |       |       |       |       |       |       |       |       |       |       |       |       |       |       |       |       |
| 第2話  | menu 4 シュークリーム          | 志村錠児          | 沼山茉由     | 大野美葉 平良哲朗                                                                | 佐藤陵                              | 10月9日        |       |       |       |       |       |       |       |       |       |       |       |       |       |       |       |       |       |       |
| 第3話  | menu 5 ハンバーガー            | 西田健一          | 西田健一     | 山縣亜紀 土信田和幸                                                              | 桑原麻衣 大河しのぶ                 | 10月16日       |       |       |       |       |       |       |       |       |       |       |       |       |       |       |       |       |       |       |
| 第3話  | menu 6 ギュウスジカレー        | 西田健一          | 西田健一     | 山縣亜紀 土信田和幸                                                              | 桑原麻衣 大河しのぶ                 | 10月16日       |       |       |       |       |       |       |       |       |       |       |       |       |       |       |       |       |       |       |
| 第4話  | menu 7 お子様ランチ            | 廣冨麻由 平田貴大 | 平田貴大     | 中山裕美 大和葵 阿部祐里                                                         | 東海林康和                          | 10月23日       |       |       |       |       |       |       |       |       |       |       |       |       |       |       |       |       |       |       |
| 第4話  | menu 8 クリームコロッケ        | 廣冨麻由 平田貴大 | 平田貴大     | 中山裕美 大和葵 阿部祐里                                                         | 東海林康和                          | 10月23日       |       |       |       |       |       |       |       |       |       |       |       |       |       |       |       |       |       |       |
| 第5話  | menu 9 スコッチエッグ          | 新田典生          | 山井紗也香   | 大野美葉 河野仁美                                                                | 東海林康和 河野仁美                 | 10月30日       |       |       |       |       |       |       |       |       |       |       |       |       |       |       |       |       |       |       |
| 第5話  | menu 10 モンブラン             | 新田典生          | 山井紗也香   | 大野美葉 河野仁美                                                                | 東海林康和 河野仁美                 | 10月30日       |       |       |       |       |       |       |       |       |       |       |       |       |       |       |       |       |       |       |
| 第6話  | menu 11 ライスバーガー         | 山井紗也香        | 武田秀勝     | 荒井怜子 野村美妃 松本勝次                                                       | 東海林康和 桑原麻衣 佐藤陵 河野仁美 | 11月6日        |       |       |       |       |       |       |       |       |       |       |       |       |       |       |       |       |       |       |
| 第6話  | menu 12 ピザ                   | 山井紗也香        | 武田秀勝     | 荒井怜子 野村美妃 松本勝次                                                       | 東海林康和 桑原麻衣 佐藤陵 河野仁美 | 11月6日        |       |       |       |       |       |       |       |       |       |       |       |       |       |       |       |       |       |       |
| 第7話  | menu 13 お好み焼き             | 秋山朋子          | 沼山茉由     | 平良哲朗 中山裕美 阿部祐里 大和葵                                                | 東海林康和 桑原麻衣                 | 11月13日       |       |       |       |       |       |       |       |       |       |       |       |       |       |       |       |       |       |       |
| 第7話  | menu 14 宇治金時               | 秋山朋子          | 沼山茉由     | 平良哲朗 中山裕美 阿部祐里 大和葵                                                | 東海林康和 桑原麻衣                 | 11月13日       |       |       |       |       |       |       |       |       |       |       |       |       |       |       |       |       |       |       |
| 第8話  | menu 15 ローストビーフ         | 西田健一          | 西田健一     | 山縣亜紀 土信田和幸                                                              | 河野仁美 佐藤陵 東海林康和          | 11月20日       |       |       |       |       |       |       |       |       |       |       |       |       |       |       |       |       |       |       |
| 第8話  | menu 16 チーズケーキ再び       | 西田健一          | 西田健一     | 山縣亜紀 土信田和幸                                                              | 河野仁美 佐藤陵 東海林康和          | 11月20日       |       |       |       |       |       |       |       |       |       |       |       |       |       |       |       |       |       |       |
| 第9話  | menu 17 マカロニグラタン       | 飯島正勝          | 太田彬彦     | 謝宛倩 徳田夢之介 桜井正明 彭佩琦 小松香苗 符世銘                                | 佐藤陵                              | 11月27日       |       |       |       |       |       |       |       |       |       |       |       |       |       |       |       |       |       |       |
| 第9話  | menu 18 フルーツゼリー         | 飯島正勝          | 太田彬彦     | 謝宛倩 徳田夢之介 桜井正明 彭佩琦 小松香苗 符世銘                                | 佐藤陵                              | 11月27日       |       |       |       |       |       |       |       |       |       |       |       |       |       |       |       |       |       |       |
| 第10話 | menu 19 テリヤキバーガー       | 大庭秀昭          | 大庭秀昭     | 大野美葉 阿部祐里 木下雪映                                                       | 河野仁美                            | 12月4日        |       |       |       |       |       |       |       |       |       |       |       |       |       |       |       |       |       |       |
| 第10話 | menu 20 チョコレートパフェ再び | 大庭秀昭          | 大庭秀昭     | 大野美葉 阿部祐里 木下雪映                                                       | 河野仁美                            | 12月4日        |       |       |       |       |       |       |       |       |       |       |       |       |       |       |       |       |       |       |
| 第11話 | menu 21 キッシュ               | 新田典生          | 山井紗也香   | 山縣亜紀 土信田和幸                                                              | 桑原麻衣 佐藤陵                     | 12月11日       |       |       |       |       |       |       |       |       |       |       |       |       |       |       |       |       |       |       |
| 第11話 | menu 22 コーヒーフロート       | 新田典生          | 山井紗也香   | 山縣亜紀 土信田和幸                                                              | 桑原麻衣 佐藤陵                     | 12月11日       |       |       |       |       |       |       |       |       |       |       |       |       |       |       |       |       |       |       |
| 第12話 | menu 23 ロースカツ             | 神保昌登          | 平田貴大     | 木下雪映 阿部祐里 大野美葉 平良哲朗 東海林康和                                   | 東海林康和 桑原麻衣 佐藤陵          | 12月18日       |       |       |       |       |       |       |       |       |       |       |       |       |       |       |       |       |       |       |
| 第12話 | menu 24 ビュッフェ             | 神保昌登          | 平田貴大     | 木下雪映 阿部祐里 大野美葉 平良哲朗 東海林康和                                   | 東海林康和 桑原麻衣 佐藤陵          | 12月18日       |       |       |       |       |       |       |       |       |       |       |       |       |       |       |       |       |       |       |

### 放送局
| 放送期間               | 放送時間                     | 放送局     | 対象地域   | 備考                                 |
| ---------------------- | ---------------------------- | ---------- | ---------- | ------------------------------------ |
| 2017年7月4日 - 9月19日 | 火曜 1:35 - 2:05（月曜深夜） | テレビ東京 | 関東広域圏 | 製作参加                             |
| 2017年7月6日 - 9月21日 | 木曜 20:00 - 20:30           | AT-X       | 日本全域   | 製作参加 / CS放送 / リピート放送あり |
| 2017年7月9日 - 9月24日 | 日曜 0:30 - 1:00（土曜深夜） | BSジャパン | 日本全域   | 製作参加 / BS放送                    |

| 配信開始日   | 配信時間        | 配信サイト                                                                                                |
| ------------ | --------------- | --- |
| 2017年7月5日 | 水曜 12:00 更新 | dTV dアニメストア あにてれ                                                                                |
| 2017年7月8日 | 土曜 12:00 更新 | PlayStation Video ひかりTV 楽天ショウタイム DMM.com GYAO! GYAO!ストア ビデオマーケット ニコニコチャンネル |
|              | 土曜 19:00 更新 | TSUTAYA TV                                                                                                |
| 2017年7月9日 | 日曜 0:00 更新  | J:COMオンデマンド ビデオパス                                                                              |

| 放送期間                 | 放送時間                     | 放送局     | 対象地域   | 備考                                          |
| ------------------------ | ---------------------------- | ---------- | ---------- | --------------------------------------------- |
| 2021年10月2日 - 12月18日 | 土曜 1:23 - 1:53（金曜深夜） | テレビ東京 | 関東広域圏 | 製作参加                                      |
| 2021年10月3日 - 12月19日 | 日曜 2:55 - 3:25（土曜深夜） | テレビ大阪 | 大阪府     | 製作参加                                      |
| 2021年10月4日 - 12月20日 | 月曜 22:30 - 23:00           | AT-X       | 日本全域   | 製作参加 / CS放送 字幕放送 / リピート放送あり |

| 配信開始日    | 配信時間                     | 配信サイト |
| ------------- | ---------------------------- | --- |
| 2021年10月2日 | 土曜 2:00（金曜深夜） 更新   | ABEMAビデオ（ABEMAプレミアム会員限定） |
|               | 土曜 2:30 - 3:00（金曜深夜） | ABEMA |
| 2021年10月9日 | 土曜 2:00（金曜深夜） 更新   | dアニメストア Netflix Amazon Prime Video U-NEXT dTV バンダイチャンネル Hulu FOD ひかりTV アニメ放題 アニメカ ニコニコチャンネル Paravi TVer ネットもテレ東 AnimeFesta GYAO! GYAO!ストア ビデオマーケット music.jp クランクイン！ビデオ |
|               | 土曜 10:00 更新              | DMM.com |
|               | 土曜 12:00 更新              | TELASA J:COMオンデマンド メガパック milplus auスマートパスプレミアム HAPPY!動画 |
|               | 土曜 23:30 - 日曜 0:00       | ニコニコ生放送 |

### BD / DVD
| 巻  | 発売日         | 収録話          | 規格品番     | 規格品番   |
| 巻  | 発売日         | 収録話          | BD           | DVD        |
| --- | -------------- | --------------- | ------------ | ---------- |
| 1   | 2017年9月22日  | 第1話 - 第2話   | EYXA-11496   | EYBA-11495 |
| 2   | 2017年10月27日 | 第3話 - 第4話   | EYXA-11498   | EYBA-11497 |
| 3   | 2017年11月24日 | 第5話 - 第6話   | EYXA-11500   | EYBA-11499 |
| 4   | 2017年12月22日 | 第7話 - 第8話   | EYXA-11502   | EYBA-11501 |
| 5   | 2018年1月26日  | 第9話 - 第10話  | EYXA-11504   | EYBA-11503 |
| 6   | 2018年2月23日  | 第11話 - 第12話 | EYXA-11506   | EYBA-11505 |
| BOX | 2021年9月24日  | 第1話 - 第12話  | EYXA-13482/3 |            |

| 巻 | 発売日         | 収録話         | 規格品番  |
| 巻 | 発売日         | 収録話         | BD        |
| -- | -------------- | -------------- | --------- |
| 1  | 2021年12月22日 | 第1話 - 第4話  | DMPXA-229 |
| 2  | 2022年1月26日  | 第5話 - 第8話  | DMPXA-230 |
| 3  | 2022年2月23日  | 第9話 - 第12話 | DMPXA-231 |

### Webラジオ
『ラジオ「異世界食堂」』は、2017年7月8日から10月28日まで音泉にて隔週土曜に配信された番組。パーソナリティはアレッタ役の上坂すみれとサラ役の安野希世乃。

### 動画企画
『「異世界食堂 2」放送記念! ねこやのまかない!』
2021年9月10日よりYouTubeのDMM picturesオフィシャルチャンネルにて配信されているスペシャル動画企画。出演はアレッタ役の上坂すみれとクロ役の大西沙織。毎週金曜日18時更新。
| テレビ東京 火曜 1:35 - 2:05（月曜深夜）       | テレビ東京 火曜 1:35 - 2:05（月曜深夜） | テレビ東京 火曜 1:35 - 2:05（月曜深夜） |
| 前番組                                        | 番組名                                  | 次番組 |
| --------------------------------------------- | --------------------------------------- | --- |
| 弱虫ペダル NEW GENERATION                     | 異世界食堂                              | おそ松さん（第2期） |
| テレビ東京 土曜 1:23 - 1:53（金曜深夜）       |                                         | |
| 八月のシンデレラナイン2021（再放送+未放映話） | 異世界食堂2 - ※ここまでアニメ枠         | 占いリアリティーショーどこまで言っていいですか？ - ※ここからバラエティ枠 - 同番組開始までの間は「ラブコメの掟〜こじらせ女子と年下男子〜」（ドラマ）の再放送を実施。 |